# Ivry-sur-Seine
Pour les articles homonymes, voir Ivry.
Ivry-sur-Seine (prononcé [i.vʁi.syʁ.sɛn]) est une commune française située dans le département du Val-de-Marne en région Île-de-France. Limitrophe de Paris, la ville fait partie de la Métropole du Grand Paris.
Située sur la rive gauche de la Seine, à environ 5 km du centre de Paris, la commune est amputée, à deux reprises, de parties de son territoire, au XIXe siècle, qui furent englobées dans le 13e arrondissement de Paris.
Encore moyennement urbanisée au début du XXe siècle, la commune connaît une importante croissance démographique pour atteindre plus de 62 000 habitants en 1975.
Elle subit ensuite un déclin industriel qui réduit sa population à 50 000 à la fin des années 1990. En 2017, sa population est revenue à un niveau analogue à 1975, ce qui en fait alors la 89e commune la plus peuplée de France, et la 42e commune la plus dense. Ses habitants sont appelés les Ivryens.
L'architecture du centre-ville est dominée par l'emblématique rénovation brutaliste menée par les architectes Jean Renaudie et Renée Gailhoustet dans les années 1970.
Sur le plan politique, la ville est considérée comme un bastion historique du Parti communiste français, dont tous ses maires sont issus depuis 1925.
Elle ne connaît que quatre maires, tous issus du parti, depuis 1945 : Georges Marrane, Jacques Laloë, Pierre Gosnat et Philippe Bouyssou, tandis que Maurice Thorez, secrétaire général du parti de 1930 à sa mort en 1964, en a été le député.

## Géographie
Au cours de l'histoire moderne, le territoire communal d'Ivry a été réduit par deux fois. Une première fois lors du déplacement de l'enceinte des Fermiers généraux, en 1818, qui absorbe le « quartier de la Gare » (dit aussi « village d'Austerlitz ») ; la seconde fois lors de l'annexion du nord de la commune, en 1860, pour constituer une partie du 13e arrondissement, après que celle-ci a été amputée d'une partie de son territoire au moment de la construction, entre 1841 et 1844, de l'enceinte de Thiers (ou fortifications).

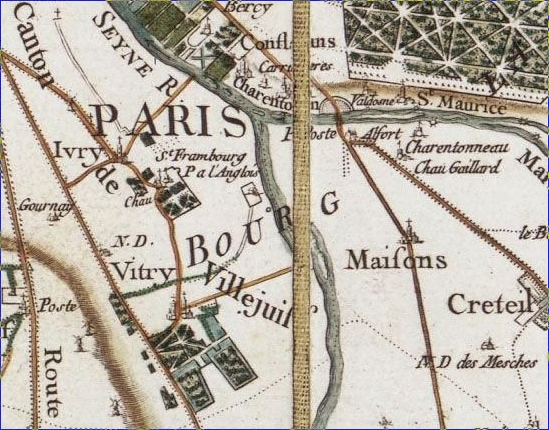
Détail de la carte de Cassini (1750).

### Localisation

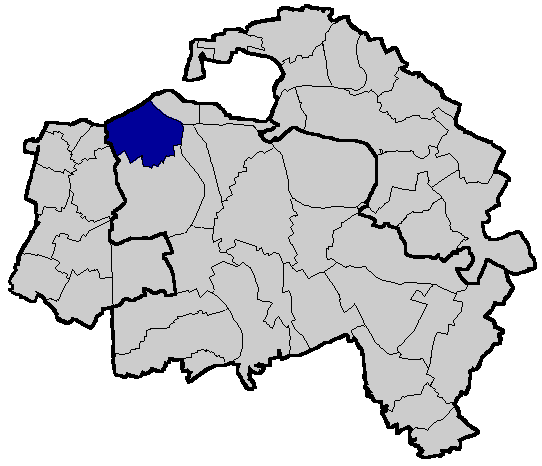
Localisation d'Ivry-sur-Seine dans le Val-de-Marne.

Aujourd'hui, la commune d'Ivry-sur-Seine est bordée au nord par Paris, à l’est par Charenton-le-Pont et Alfortville, au sud par Vitry-sur-Seine, à l’ouest par Le Kremlin-Bicêtre et Villejuif.
Ses limites géographiques sont la Seine à l'est et au nord, au niveau de la confluence avec la Marne ; au sud, en partie, le glacis du fort d'Ivry ; l'ancienne route nationale 7 à l’ouest ; le boulevard périphérique, au nord.

### Géologie et relief
La commune se situe au cœur du Bassin parisien, unité géologique constituée de roches relativement jeunes, partout recouverte d’alluvions plus ou moins récentes. La Seine en creusant son lit a formé le plateau de Longboyau, Ivry-sur-Seine étant située au nord de ce plateau. La commune s'étend du plateau jusqu'à la vallée de la Seine.
Le sous-sol d'Ivry est constitué de remblais, d’alluvions, d’argile plastique, de fausses glaises, de calcaires et marnes, de sables. Tout le soubassement est constitué de craie campanienne. Les carrières d’Ivry se situent dans le calcaire grossier qui fut exploité jusqu'au début du XXe siècle pour fournir des matériaux de construction dans toute la région. On retrouve du calcaire grossier au nord du territoire communal au niveau du fort d'Ivry, et du sable du lit de la Seine sur la plaine alluviale.

### Hydrographie

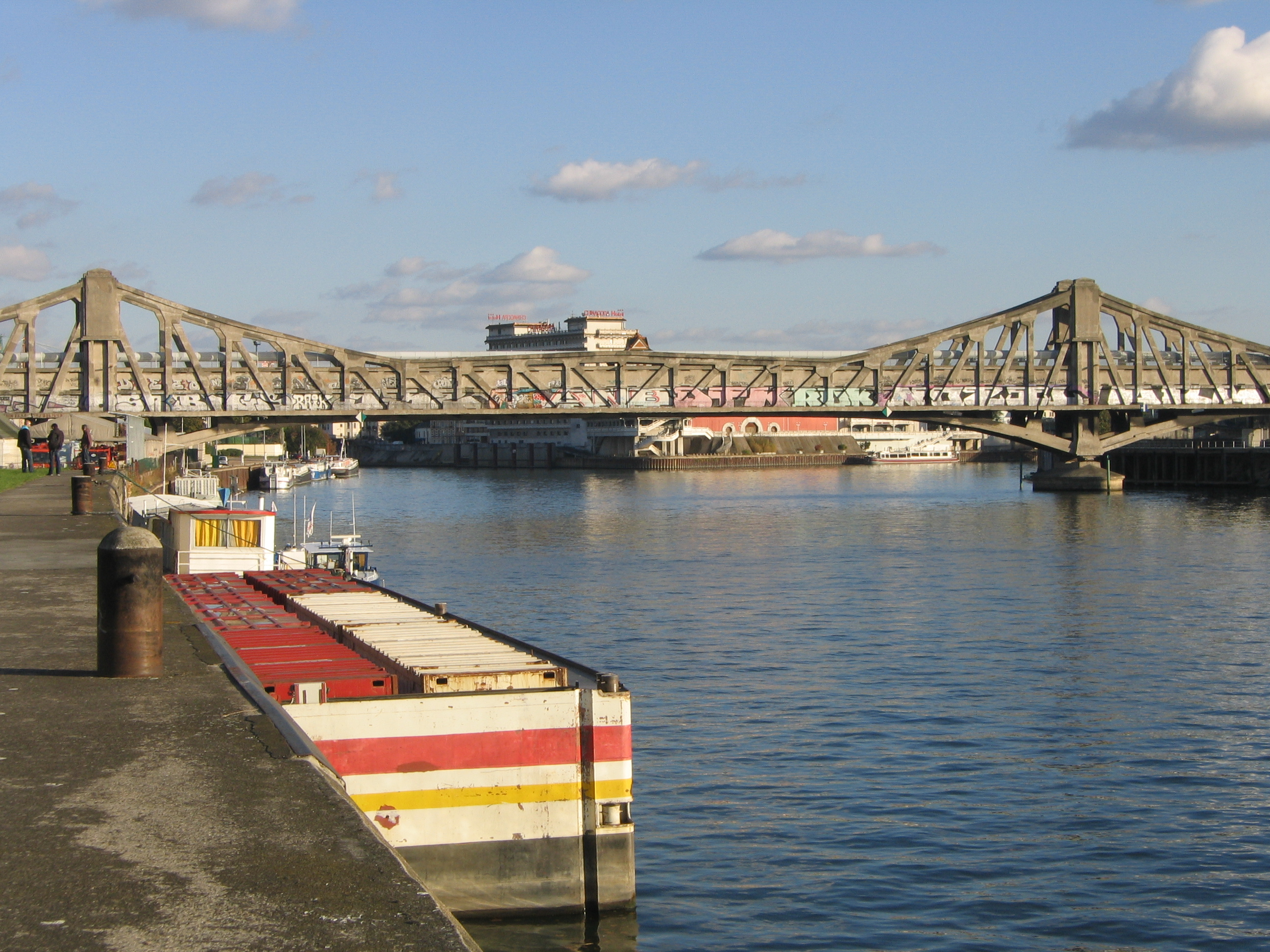
La Seine près de la confluence avec la Marne.

La ville est bordée à l'est par la Seine, dont le régime est relativement régulier. Elle est néanmoins sujette à des crues importantes, dont la dernière remonte à 1956. Depuis la construction en amont de quatre barrages-réservoirs entre 1949 et 1990 le long de la Seine, le nombre de crues petites et moyennes a diminué.
À la suite des fortes intempéries du mois de janvier, la crue de la Seine de 1910, considérée comme une crue centennale, a marqué la ville, obligeant à évacuer 1 172 immeubles. Après avoir été inondée, l'usine de vinaigre Pagès Camus, rue Victor-Hugo, explose du fait de l'explosion des bonbonnes d'acide. Il s'ensuit un incendie qui la détruira totalement. Ivry, qui sera particulièrement sinistrée, fera l'objet de visites de nombreuses personnalités comme Armand Fallières, Aristide Briand, Alexandre Millerand, Louis Lépine. Cependant, les inondations par crue et débordement de la Seine sont des phénomènes lents, et en janvier 1910 la montée des eaux n’a pas dépassé un mètre en 24 heures.
En amont d'Ivry avait été construit, dès 1864, le barrage éclusé de Port-à-l'Anglais, situé sur la rive gauche, côté Vitry-sur-Seine. L'écluse mesure 180 m de long sur 12 m de large. Face à l'augmentation du trafic, une seconde écluse était construite sur la rive d'Alfortville en 1902. Devenues vétustes, les différentes installations du barrage sont reconstruites entre 1971 et 1973, 60 m plus en amont.

### Climat
Pour des articles plus généraux, voir Climat de l'Île-de-France et Climat du Val-de-Marne.
En 2010, le climat de la commune est de type climat océanique dégradé des plaines du Centre et du Nord, selon une étude du CNRS s'appuyant sur une série de données couvrant la période 1971-2000. En 2020, Météo-France publie une typologie des climats de la France métropolitaine dans laquelle la commune est exposée à un climat océanique altéré et est dans la région climatique Sud-ouest du bassin Parisien, caractérisée par une faible pluviométrie, notamment au printemps (120 à 150 mm) et un hiver froid (3,5 °C).
Pour la période 1971-2000, la température annuelle moyenne est de 12,3 °C, avec une amplitude thermique annuelle de 15,4 °C. Le cumul annuel moyen de précipitations est de 629 mm, avec 10,6 jours de précipitations en janvier et 7,7 jours en juillet. Pour la période 1991-2020, la température moyenne annuelle observée sur la station météorologique la plus proche, située dans la commune de Paris à 5 km à vol d'oiseau, est de 13,3 °C et le cumul annuel moyen de précipitations est de 667,4 mm,. Pour l'avenir, les paramètres climatiques de la commune estimés pour 2050 selon différents scénarios d'émission de gaz à effet de serre sont consultables sur un site dédié publié par Météo-France en novembre 2022.
| Mois                                  | jan.             | fév.             | mars          | avril         | mai            | juin           | jui.           | août           | sep.          | oct.          | nov.            | déc.            | année      |
| ------------------------------------- | ---------------- | ---------------- | ------------- | ------------- | -------------- | -------------- | -------------- | -------------- | ------------- | ------------- | --------------- | --------------- | ---------- |
| Température minimale moyenne (°C)     | 3,4              | 3,5              | 5,6           | 7,8           | 11             | 14,1           | 16             | 15,8           | 12,7          | 9,9           | 6,4             | 4               | 9,2        |
| Température moyenne (°C)              | 5,8              | 6,6              | 9,6           | 12,7          | 16             | 19,1           | 21,3           | 21,2           | 17,7          | 13,7          | 9,1             | 6,2             | 13,3       |
| Température maximale moyenne (°C)     | 8,2              | 9,7              | 13,7          | 17,5          | 21             | 24,1           | 26,5           | 26,5           | 22,7          | 17,5          | 11,8            | 8,5             | 17,3       |
| Record de froid (°C) date du record   | −13,8 17.01.1985 | −11,6 07.02.1991 | −6,2 13.03.13 | −2 12.04.1986 | 2,3 07.05.1997 | 6,1 30.06.1981 | 8,7 19.07.1986 | 8,6 27.08.1985 | 5 30.09.18    | −1 28.10.03   | −6,3 23.11.1998 | −8 29.12.1996   | −13,8 1985 |
| Record de chaleur (°C) date du record | 17,5 27.01.03    | 22,9 27.02.19    | 27,3 31.03.21 | 31,5 20.04.18 | 36 27.05.05    | 37,6 27.06.11  | 41,9 25.07.19  | 40,2 07.08.03  | 36,5 08.09.23 | 30,7 01.10.11 | 22,5 07.11.15   | 17,5 16.12.1989 | 41,9 2019  |
| Précipitations (mm)                   | 50,9             | 44,9             | 46,1          | 49,2          | 75,1           | 54,8           | 57,1           | 59,3           | 49            | 56,7          | 57,6            | 66,7            | 667,4      |

### Voies de communication et transports

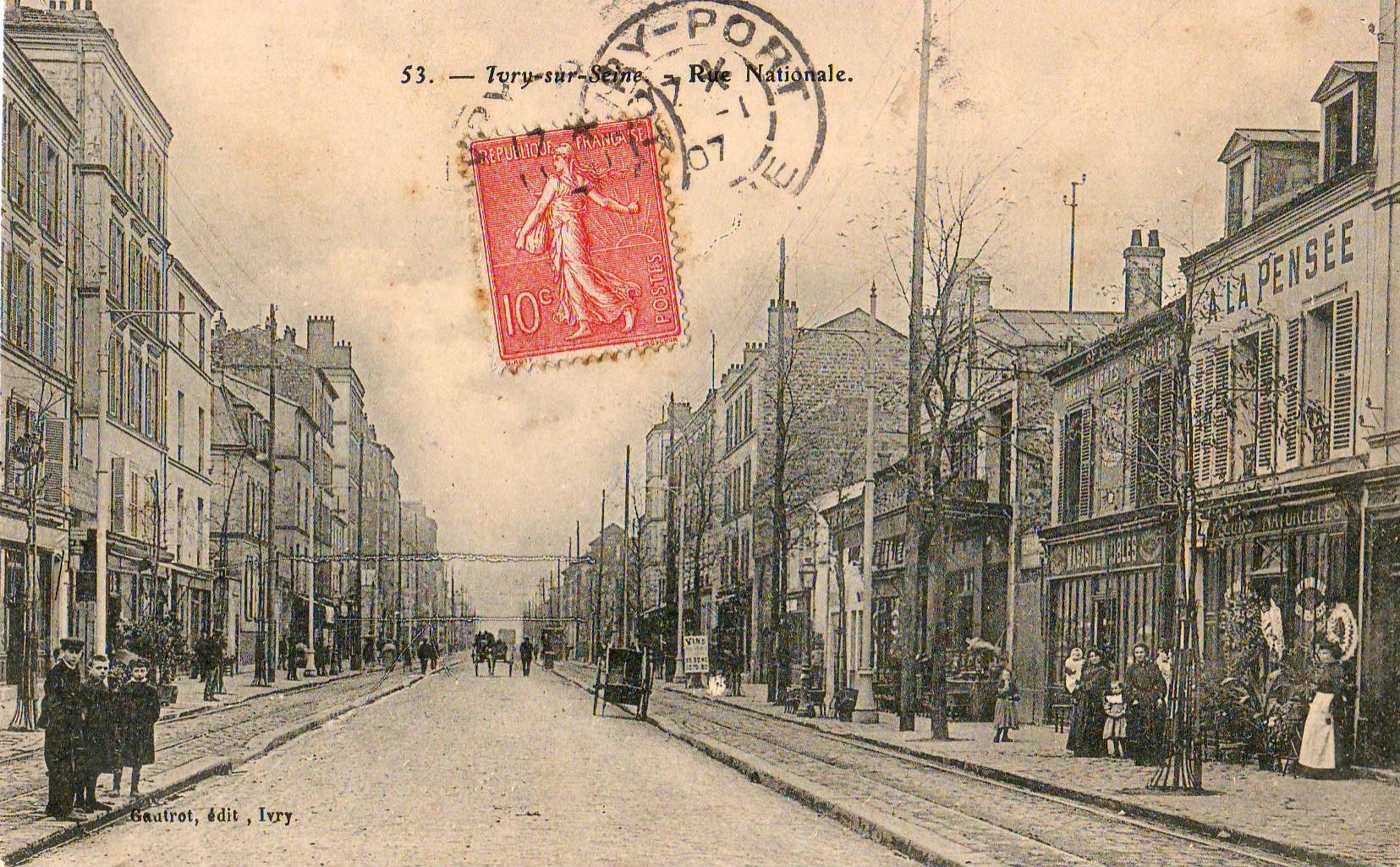
Ivry est traversée par l'ex-RN 19, où circulaient les tramways de la CGPT puis de la STCRP, ancêtres de la RATP, dont les voies étaient, vers 1907, établies hors de la chaussée.

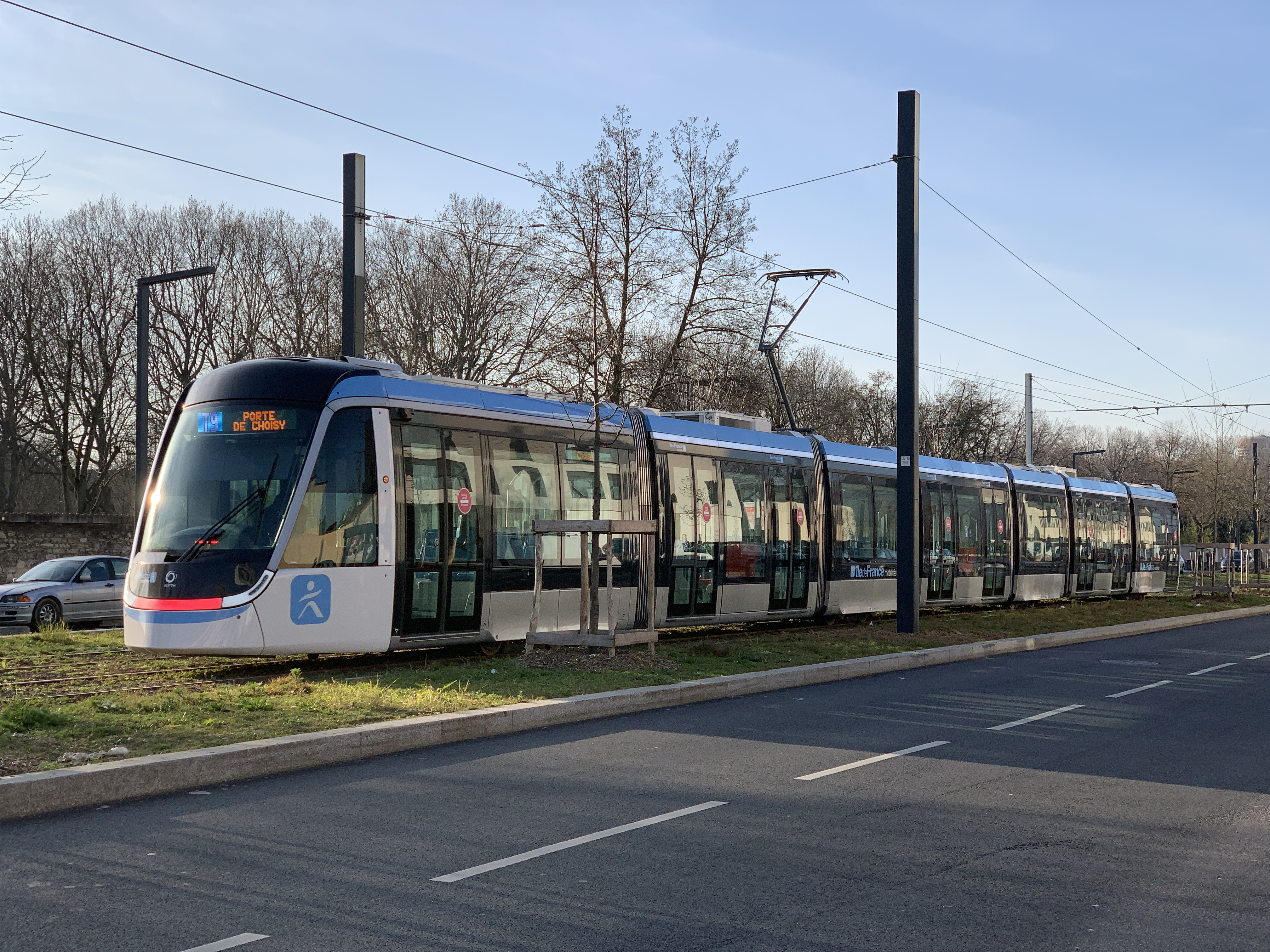
Une rame de tramway de la ligne 9 sur l'avenue de Verdun près du cimetière parisien.

La commune est desservie par plusieurs moyens de transport depuis Paris et les communes voisines.
- Ligne 7 du métro de Paris : Pierre et Marie Curie, Mairie d'Ivry, Porte d'Ivry et Porte de Choisy
- Ligne C du RER : Gare d'Ivry-sur-Seine
- Ligne 3a du tramway d'Île-de-France : Maryse Bastié, Porte d'Ivry et Porte de Choisy
- Ligne 9 du tramway d'Île-de-France : La Briqueterie, Cimetière Parisien d'Ivry, Châteaudun - Barbès et Porte de Choisy
- Nombreuses lignes du réseau de bus RATP

La commune est également équipée de plusieurs stations Vélib'.
La commune est traversée par les lignes de chemin de fer arrivant à la gare d'Austerlitz, et notamment la ligne de Paris-Austerlitz à Bordeaux-Saint-Jean.
Elle possède également un grand nombre de voies.

#### Projets
En 2021, la desserte en transports collectifs en site propre est réalisée par la ligne 7 du métro, la ligne C du RER et la ligne 9 de tramway inaugurée en avril, et dont les tracés sont relativement parallèles dans la commune. Cette desserte est amenée à s'étoffer, à l'aune de plusieurs projets :
- d'abord la ligne 5 du T Zen, prévue pour 2024, qui desservira l'est de la commune, notamment sur le boulevard Paul-Vaillant-Couturier et l'avenue Jean-Jaurès.
- à plus long terme (autour de 2030), la commune devrait être desservie par un prolongement de la ligne 10 du métro, dans un premier temps jusqu'à la place Léon-Gambetta, sur le même faisceau que le T Zen 5.

Ces deux lignes de transports supplémentaires, parallèles aux deux lignes existantes, compléteront la desserte de la commune en transport en commun.

#### Ponts
Pour traverser la Seine et rejoindre des communes voisines, quatre ponts sont situés sur le territoire et sont d'amont en aval :
- le pont d'Ivry permet de rejoindre Alfortville et est le dernier pont sur la Seine avant le confluent avec la Marne ;
- la passerelle industrielle d'Ivry-Charenton, appelée aussi « passerelle aux câbles », est réservée aux piétons et cyclistes ;
- les ponts Nelson-Mandela sont deux ponts à sens unique qui relient Ivry à Charenton.

## Urbanisme

### Typologie
Au 1er janvier 2024, Ivry-sur-Seine est catégorisée grand centre urbain, selon la nouvelle grille communale de densité à sept niveaux définie par l'Insee en 2022.
Elle appartient à l'unité urbaine de Paris, une agglomération inter-départementale regroupant 407  communes, dont elle est une commune de la banlieue,,. Par ailleurs la commune fait partie de l'aire d'attraction de Paris, dont elle est une commune du pôle principal,. Cette aire regroupe 1 929 communes,.

### Morphologie urbaine

Carte des quartiers.

L’Insee découpe la commune en vingt-trois îlots regroupés pour l'information statistique.
Ivry-sur-Seine est organisée en six quartiers :

### Habitat et logement
En 2019, le nombre total de logements dans la commune était de 31 595, contre 27 900 en 2014 et 26 705 en 2009.
Parmi ces logements, 91,3 % étaient des résidences principales, 3 % des résidences secondaires et 5,7 % des logements vacants. Ces logements étaient pour 6,4 % d'entre eux des maisons individuelles et pour 87,9 % des appartements.
La ville respecte l'obligation qui lui est faite par l'article 55 de la loi SRU de 2000 de disposer d'au moins 25 % de logements sociaux par rapport à son parc de résidences principales. Selon le recensement, elle disposait de 8 235 logements HLM (33,1 %) en 2008, nombre porté à 8 813 (30,6 % en 2019), soit plus que les 25 % requis.
L'habitat comporte par ailleurs beaucoup de logements insalubres : plus d'une vingtaine d'arrêtés sont ainsi pris chaque année par les services municipaux.
Le tableau ci-dessous présente la typologie des logements à Ivry-sur-Seine en 2019 en comparaison avec celle du Val-de-Marne et de la France entière. Une caractéristique marquante du parc de logements est ainsi une proportion de résidences secondaires et logements occasionnels (3 %) supérieure à celle du département (1,8 %) et inférieur à celle de la France entière (9,7 %). Concernant le statut d'occupation de ces logements, 30,6 % des habitants de la commune sont propriétaires de leur logement (27,7 % en 2014), contre 45,1 % pour le Val-de-Marne et 57,5 pour la France entière.
| Typologie                                               | Ivry-sur-Seine | Val-de-Marne | France entière |
| ------------------------------------------------------- | -------------- | ------------ | -------------- |
| Résidences principales (en %)                           | 91,3           | 92,4         | 82,1           |
| Résidences secondaires et logements occasionnels (en %) | 3              | 1,8          | 9,7            |
| Logements vacants (en %)                                | 5,7            | 5,7          | 8,2            |

### Projets d'aménagements

#### Ivry Confluences
Ce grand projet, initié en 2008 et étalé sur 15 à 20 ans, concerne le quartier Ivry-port, autour de la place Gambetta, entre les voies ferrées de la SNCF et les bords de Seine, au niveau de la confluence avec la Marne (d'où son nom).
Sur environ 145 hectares, soit un cinquième du territoire communal, il est prévu 1 300 000 m2 de surface à construire dont 50 % d’activités diversifiées 650 000 m2, 40 % de logements (dont 5 % de logements spécifiques), 5 600 logements familiaux (la moitié en logement social) et 10 % d’équipements publics 130 000 m2.
Par son ampleur, le projet — la plus grande opération de rénovation urbaine du département — et le nombre d'expropriations prévues ou en cours (environ 400) suscitent de nombreux débats. La crainte de voir un processus de gentrification se développer à l'échelle du quartier inquiète les habitants par l'augmentation du prix foncier ainsi que des phénomènes d’appropriation spatiale par les classes les plus aisées que cela pourrait entraîner,.

### Accueil social
Ivry dispose d'un centre d'hébergement d'urgence pour migrants (CHUM), sur le site d'une ancienne usine d'Eau de Paris, exclave parisienne en territoire ivryen. Ce centre, d'une capacité de 350 personnes, permet une bonne intégration des personnes accueillies dans le quartier, d'après la géographe Clélia Gasquet-Blanchard.

## Toponymie

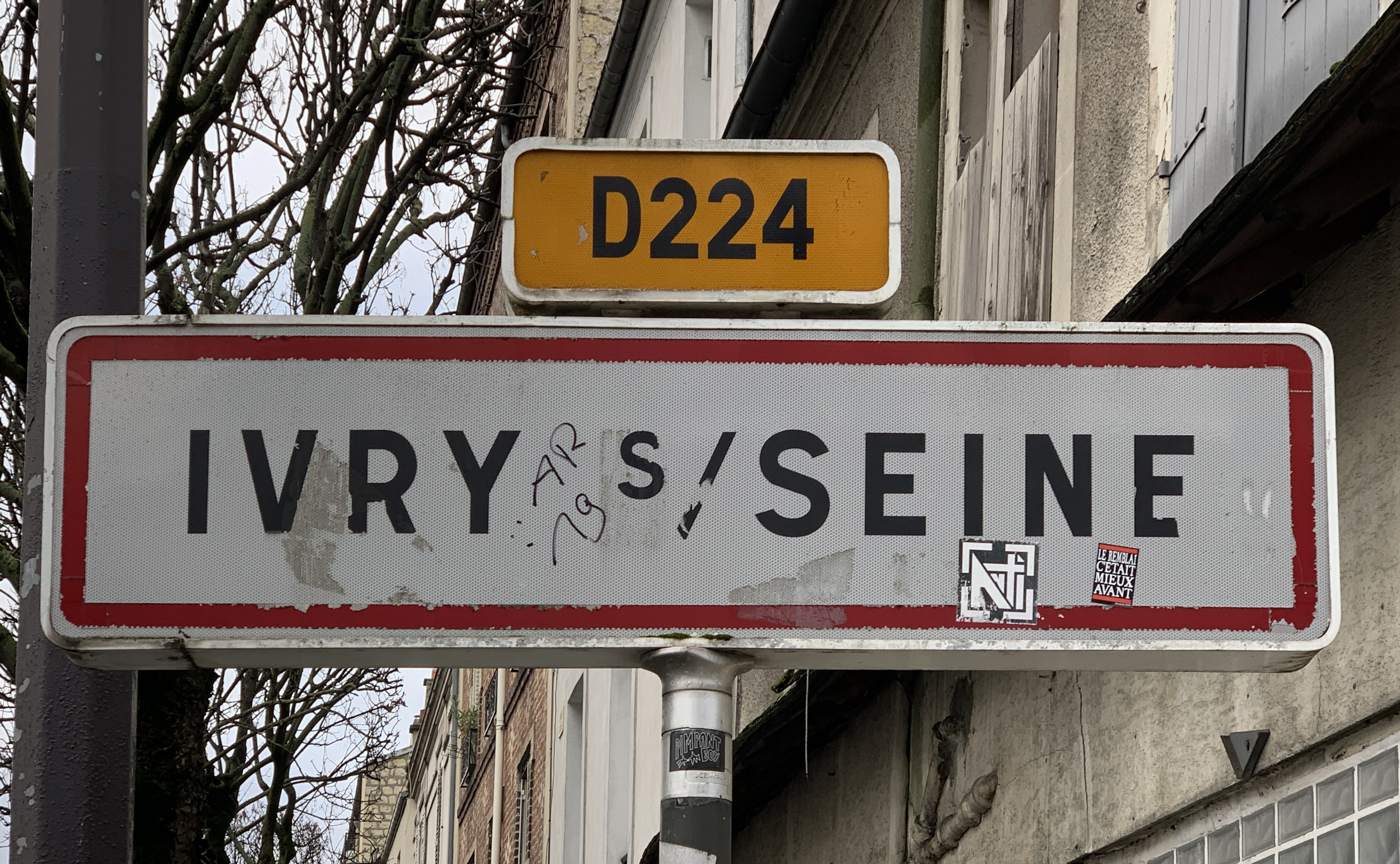
Panneau d'entrée depuis Paris.

Dans le nom d'Ivry-sur-Seine, « Ivry » provient du gaulois « Eburiacum », signifiant « lieu des ifs » ; « sur-Seine » notifie le fait que la Seine borde le flanc est de la ville.

## Histoire
Les premiers vestiges attestant l'occupation humaine sur le territoire d'Ivry-sur-Seine datent de 4 200 ans avant l'ère chrétienne. Des vestiges de maisons traditionnelles en pains de terre crue et en bois ont été découverts, de 2017 à 2023, dans deux sites du quartier Confluences, un village entouré d'une enceinte et significatif de la culture de Cerny, faisant de cette zone l'une des plus intéressantes de l'archéologie néolithique en région parisienne.

### Antiquité
En 52 av. J.-C., Ivry est le théâtre de combats opposant les troupes de Camulogène, chef de l'armée des Parisii et celles de Labiénus, lieutenant de Jules César qui remporte la victoire.

### Moyen Âge

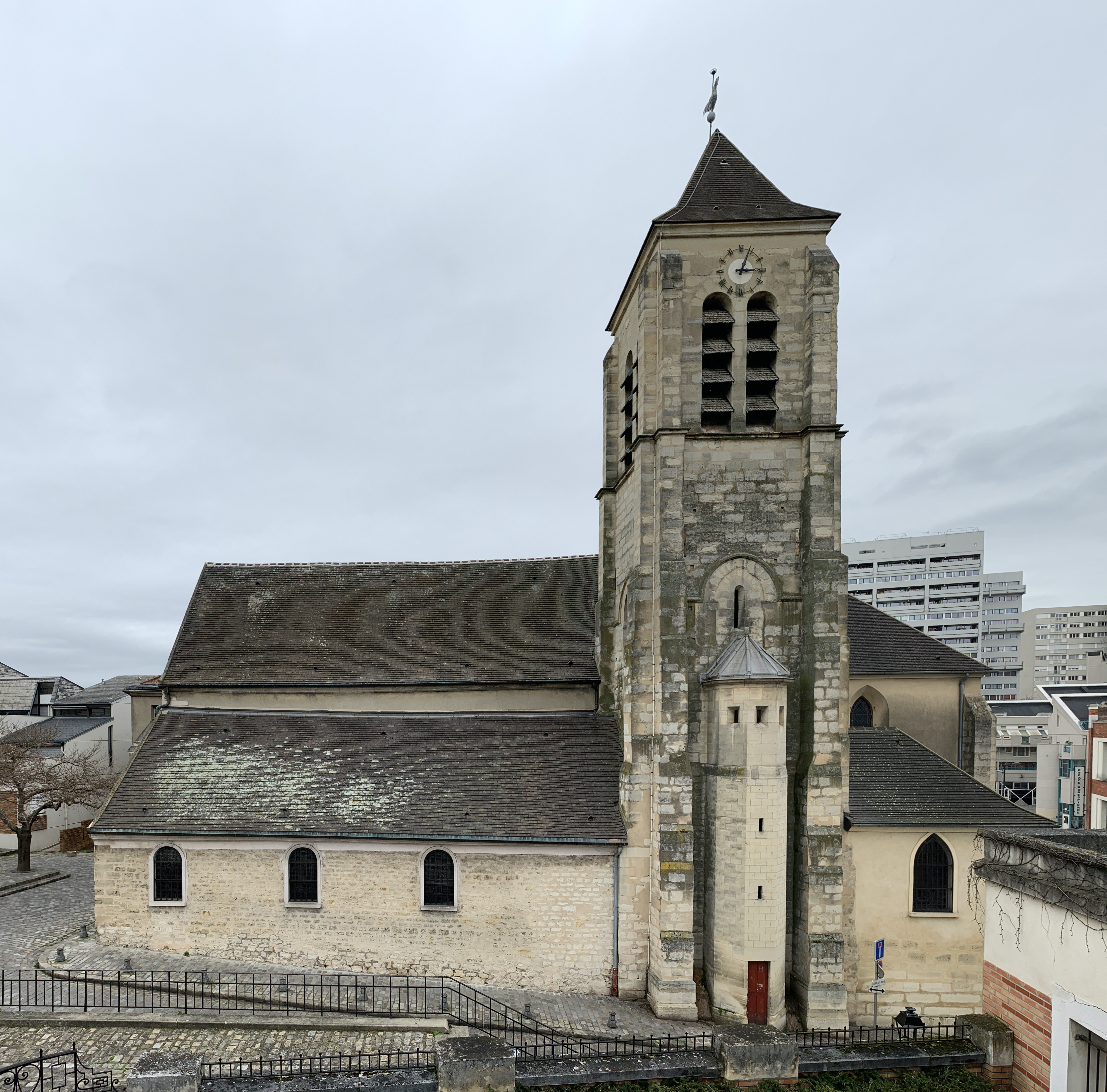
L'église Saint-Pierre-Saint-Paul d'Ivry-sur-Seine.

Au VIe siècle, d'après une légende hagiographique, saint Frambourg, un ermite, se réfugie dans une grotte naturelle d'Ivry : une fontaine aurait miraculeusement caché le saint, et l’endroit serait bientôt devenu un lieu de culte. À sa mort, une chapelle lui est consacrée. Détruite pendant les guerres, elle est rebâtie en 1665 et abrite jusqu'au règne de Louis-Philippe les reliques du saint, objets d'un pèlerinage très suivi. Autour du lieu, Saint-Frambourg devient un hameau de la paroisse d'Ivry-sur-Seine.
Au IXe siècle, la terre d'Ivry est propriété de la seigneurie du chapitre de Notre-Dame-de-Paris.
En 936, une charte de Louis IV de France mentionne pour la première fois le nom d'Ivriacum, archétype d'origine celtique Ebur-i-acum signifiant « le lieu des ifs » ou « la propriété d'Éburius ».
La nouvelle église paroissiale Saint-Pierre-Saint-Paul est commencée au XIIe siècle (clocher carré et travée du XIIIe siècle) ; un des piliers porte la date de 1575. Au Petit-Ivry se trouve une église des XIIIe et XVIe siècles.
Sur un plan des années 1550, l'église est présente et la commune porte alors le nom Iveri.

### Époque moderne
Progressivement, du XIIIe au XVIIe siècle, l'unité du domaine se morcèle par les acquisitions successives de plusieurs seigneurs. Les nombreuses seigneuries ecclésiastiques dont les abbayes de Saint-Magloire, de Saint-Victor, le prieuré Saint-Martin-des-Champs et quelques fiefs laïcs sont progressivement rachetés, de telle sorte qu'en 1659 la terre d'Ivry appartient en totalité à un unique seigneur laïc, Philippe de Loynes.
Cette terre est achetée au XVIIe siècle par Claude Bosc du Bois, conseiller au Parlement de Paris, qui la transmet à son fils, qui y bâtit un superbe château. À la mort de celui-ci, elle passe à Antoine Chaumont marquis de la Galaizière.
Le 30 janvier 1720, Ivry est adjugé pour 1 290 000 livres au maréchal d'Uxelles, puis à Henri-Camille, marquis de Béringhen. La Révolution détruit une grande partie du château (quelques éléments demeurent aujourd'hui encore à proximité de la place Parmentier).
C'est également de la seconde moitié du XVIIe siècle que date le moulin de la Tour.

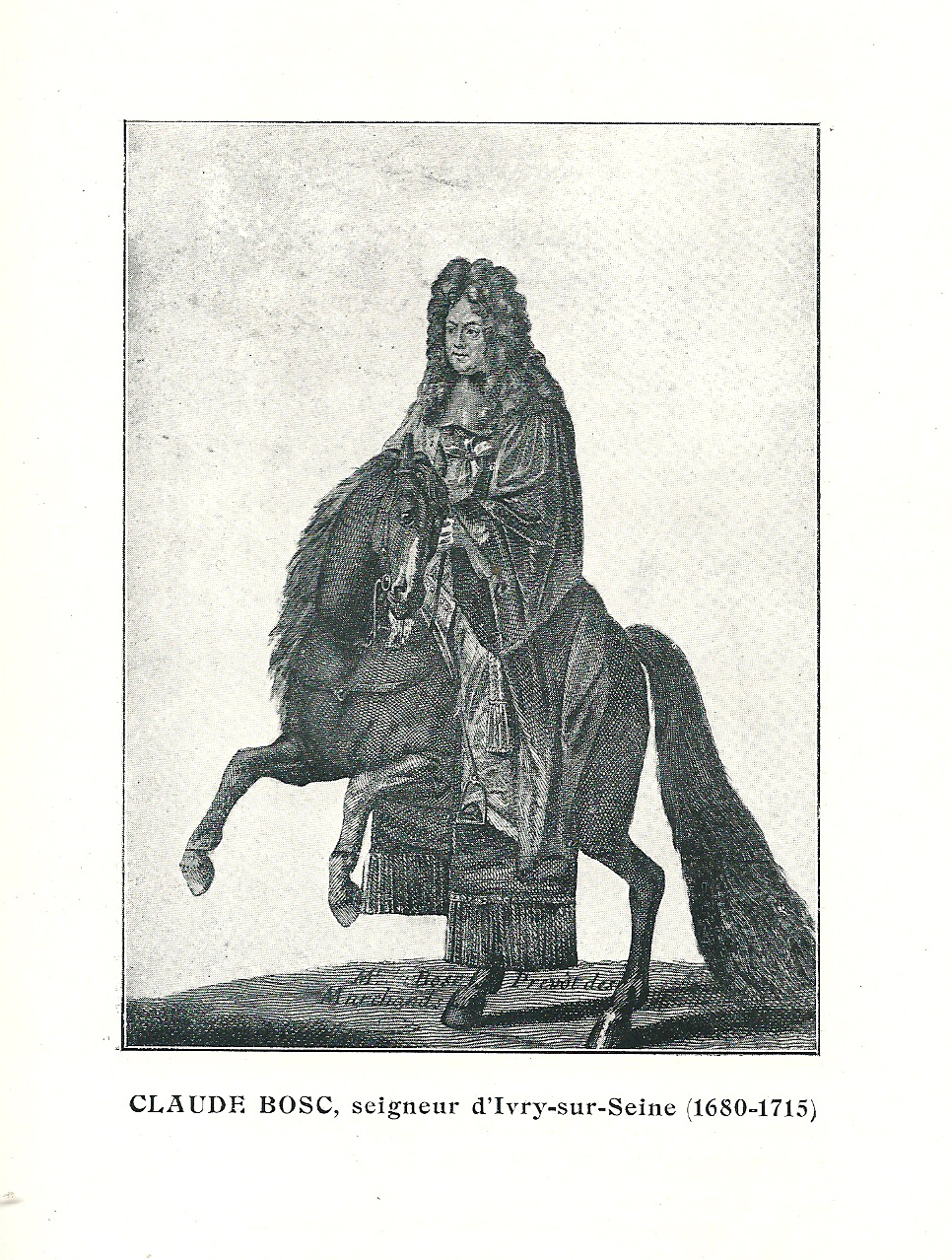
Claude Bosc, fils de Claude Bosc du Bois.
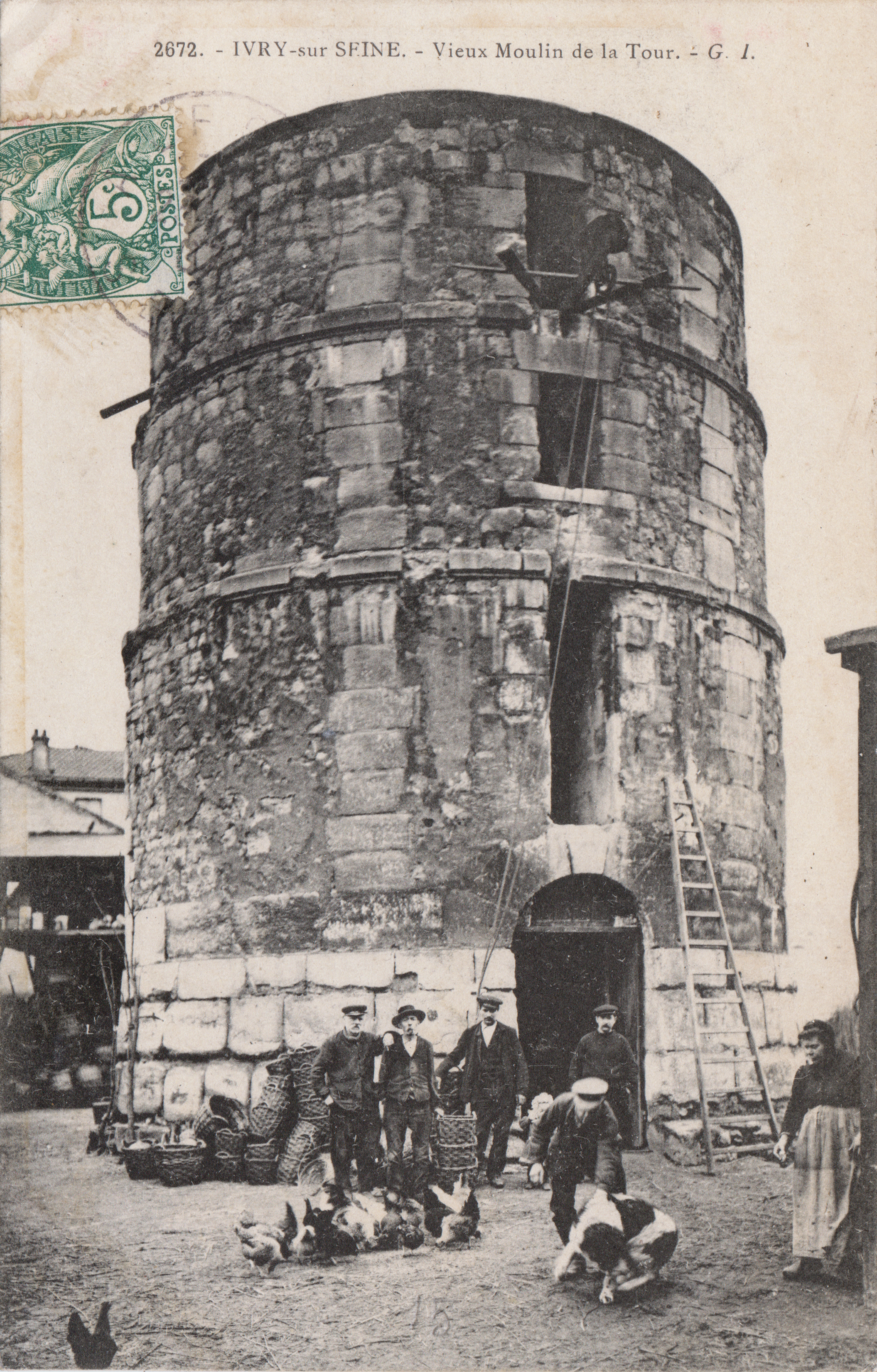
Le moulin de la Tour au début du XXe siècle.

#### XVIIIeetXIXesiècles
Au début du XVIIIe siècle, le territoire à nouveau unifié est détenu par le seigneur du moulin de la Tour. Il devient un lieu de villégiature prisé de l'aristocratie et de la bourgeoisie parisiennes. On note ainsi la présence, dans l'une des plus belles résidences d'Ivry, de l'architecte Jacques Hardouin-Mansart de Sagonne (1711-1778), petit-fils de Jules Hardouin-Mansart. La maison devient au XIXe siècle, l'école professionnelle de Pierre-Philibert Pompée tandis qu'une autre partie est allouée en 1871 par la commune d'Ivry, créée en 1789, qui l'acquiert en 1879. Elle est la mairie de la ville jusqu'à l'inauguration de la mairie actuelle en 1896 (l'ancienne mairie est détruite en 1945).

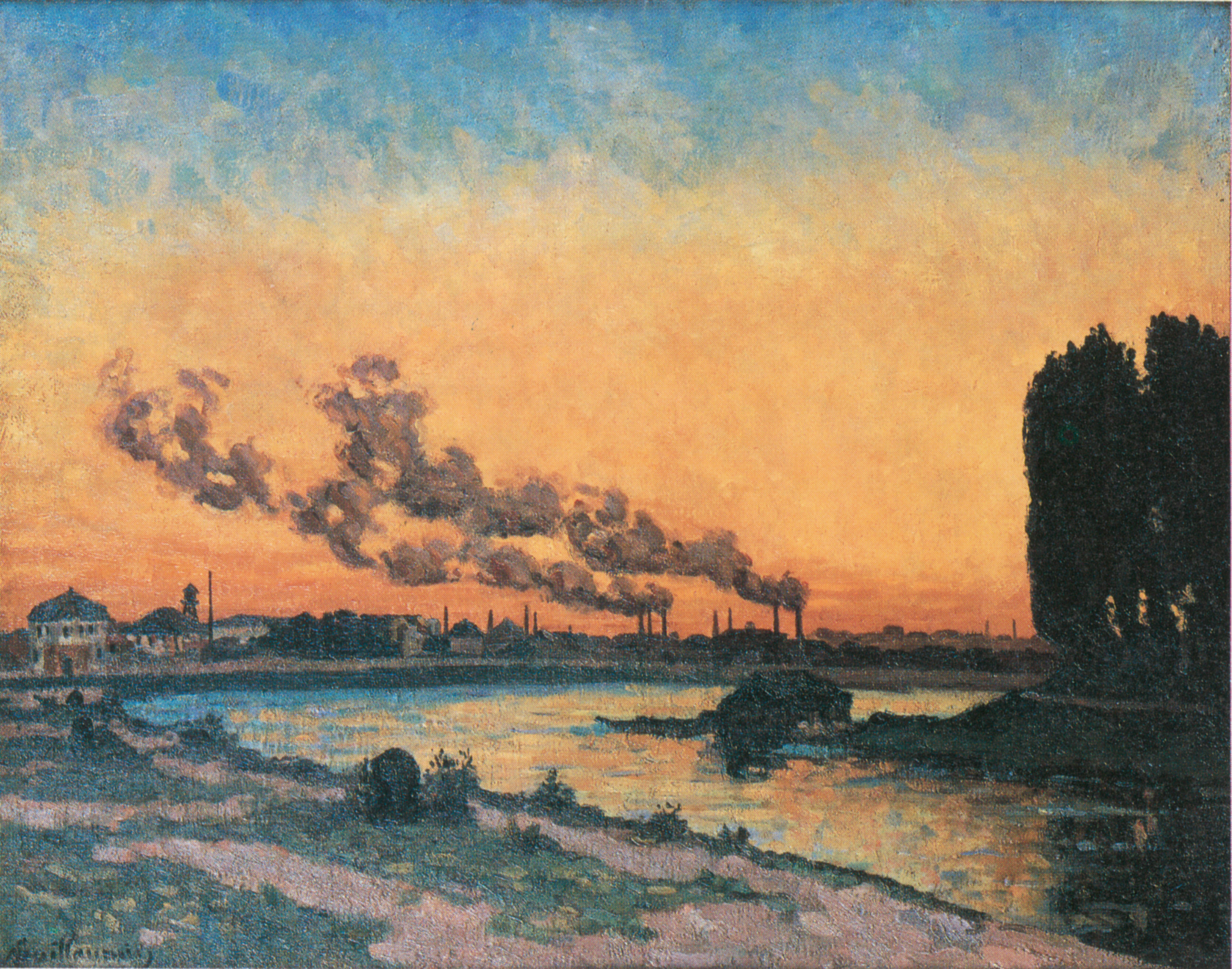
Soleil couchant à Ivry,1873
Armand Guillaumin
Musée d'Orsay, Paris

Succédant à celle de la rue Buffon à Paris, la maison de santé Esquirol est fondée en 1827 ou 1828 par l'aliéniste Esquirol au 7, rue de Seine, aujourd'hui rue Lénine. En 1847, Gaetano Donizetti (1797-1848) y séjourne, « mélancolique », treize mois avant son retour à Bergame. Auparavant, le physicien Sadi Carnot (1796-1832) y est vraisemblablement mort. Le poète Maurice Rollinat, le peintre Maurice Utrillo, la fille de l'écrivain James Joyce, Lucia, l'écrivain et poète Antonin Artaud y ont été également soignés.
Un hospice des Incurables est édifié à Ivry sous le second Empire. Le bâtiment est construit sous la direction de l'architecte Théodore Labrouste au cours des années 1864 à 1869, sur des terrains, acquis en 1851 par la direction de l'Assistance publique, qui formaient auparavant le parc du château de Claude Bosc. L'hospice est destiné aux 2 500 pensionnaires venant du couvent des Récollets ou de l'hospice de la rue de Sèvres. Il est inauguré en 1873 par Mac-Mahon. Devenu l'hospice d'Ivry, il sera, en 1976, rebaptisé hôpital Charles-Foix en mémoire du neurologue qui en fut chef de service.
Au cours du XIXe siècle, la commune est amputée en deux temps : d'abord du village d'Austerlitz réuni à Paris par ordonnance royale du 6 janvier 1819 à la suite du déplacement du mur des Fermiers généraux, puis d'une frange nord-ouest, en 1860, à la suite de la création du 13e arrondissement de Paris et de la construction de l'enceinte de Thiers (les « fortifs »). Lorsque celles-ci sont abandonnées va s'installer à la place ce que l'on nommera « la Zone ».

La Zone d'Ivry
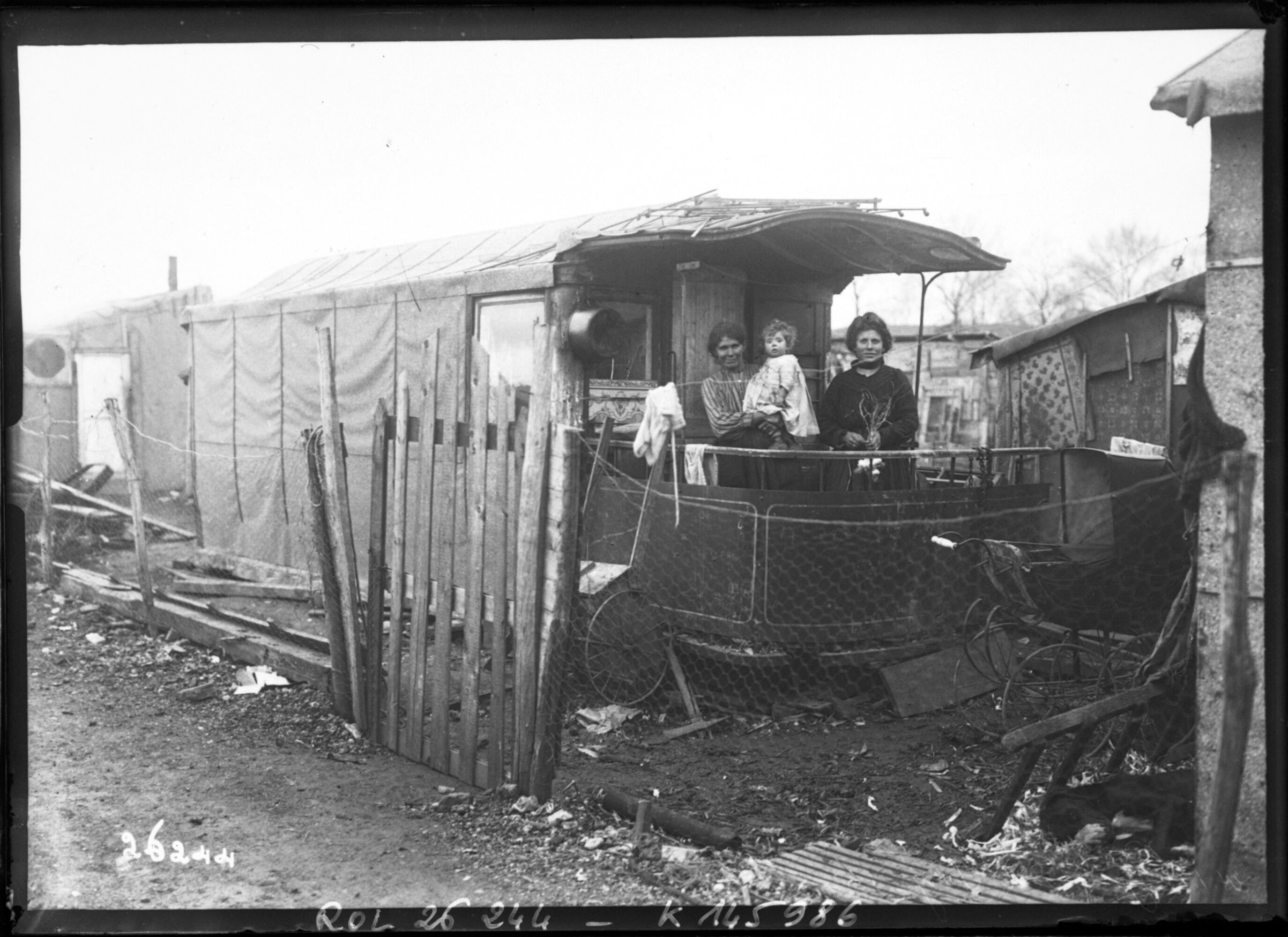
Les habitants de la Zone (Ivry, 1913).
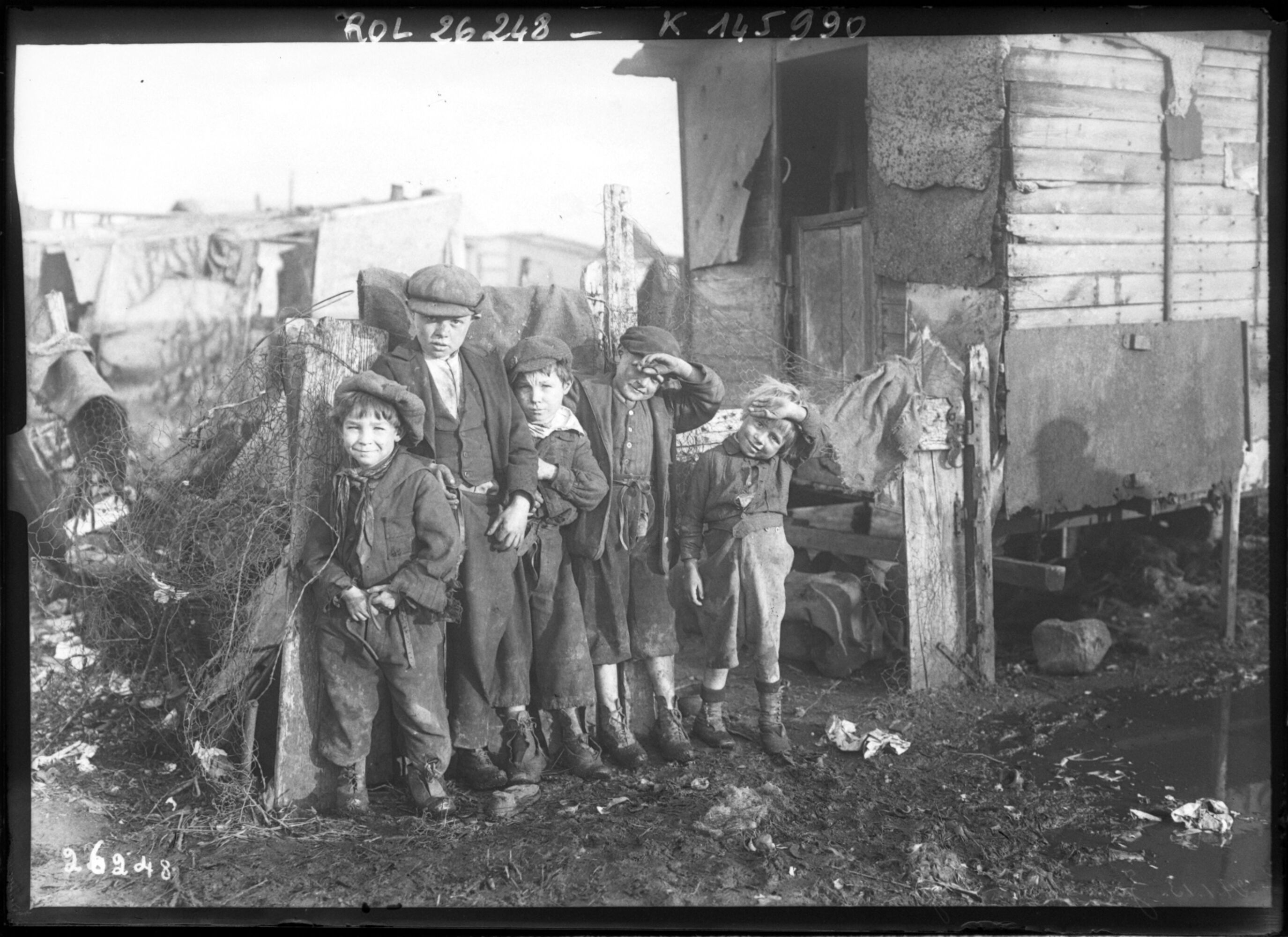
Les enfants de la Zone (Ivry, 1913).
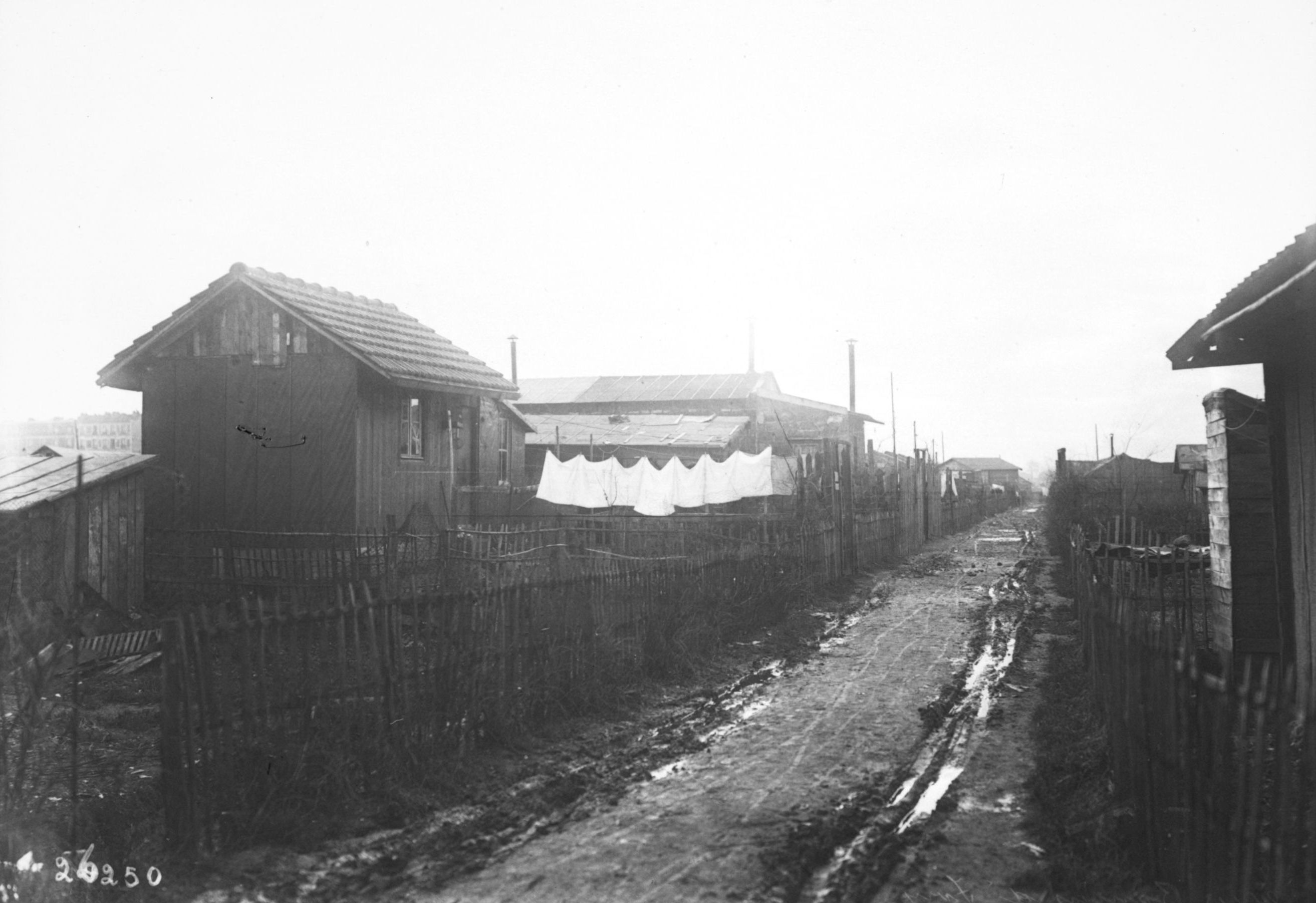
La Zone d'Ivry (1913).

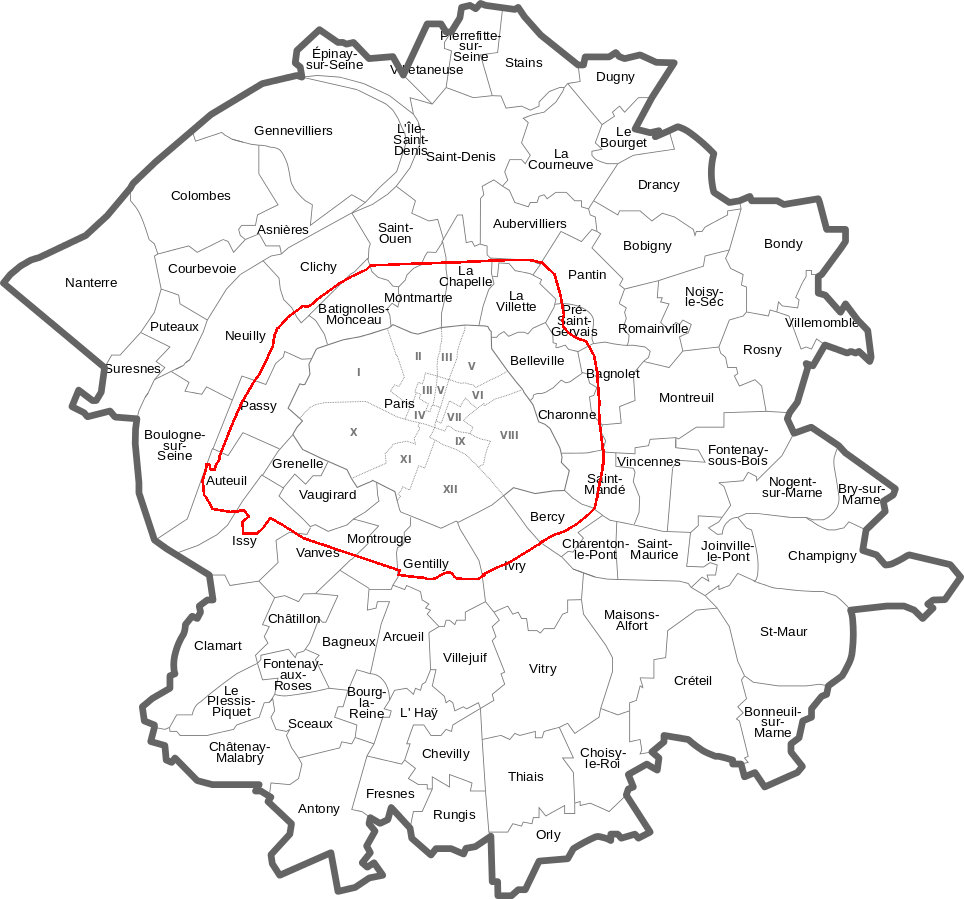
Le département de la Seine et ses communes avant les annexions de 1860 au profit de Paris (ligne rouge).

Le fort d'Ivry est construit de 1841 à 1846 (sous le règne de Louis-Philippe). D’une superficie intérieure de 0,10 km2, il est bâti à l’extrémité du plateau d'Ivry et forme un éperon entre les vallées de la Bièvre et de la Seine. Il a été modifié après la guerre de 1870 afin de défendre Paris. Le fort appartient aujourd’hui au ministère de la Défense et abrite l'Établissement de communication et de production audiovisuelle de la Défense (ECPAD).

#### XXesiècle

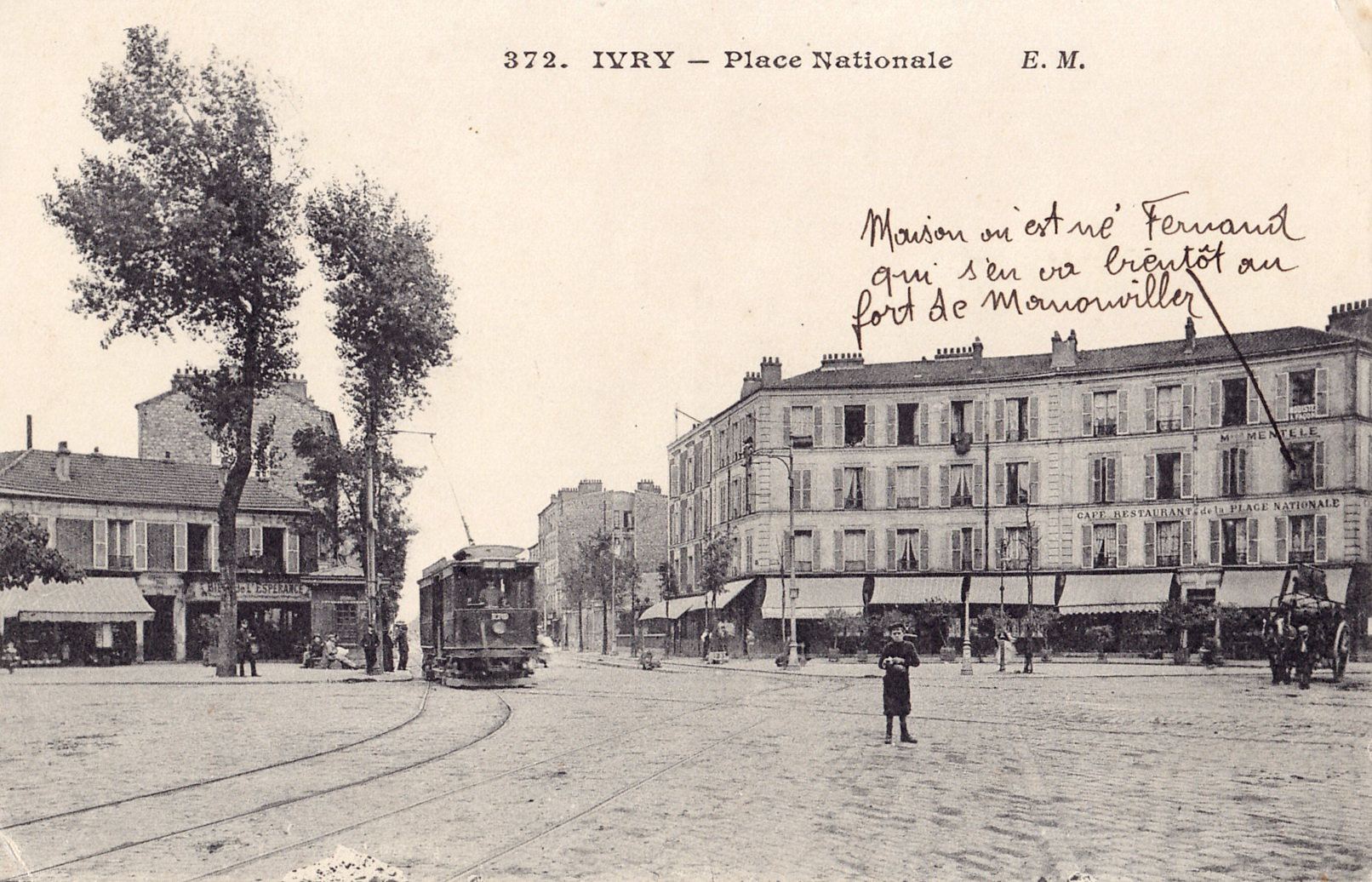
La place Nationale (actuelle place Gambetta), au début du XXe siècle.

La commune prend son nom actuel d'Ivry-sur-Seine en 1897.
La ville est particulièrement touchée par les inondations de 1910.
Le Parti communiste français devient la principale force politique de la ville dès 1920. Georges Marrane en est sur une longue période le député-maire à la suite de Maurice Thorez. Ivry fait partie de la ceinture rouge entourant Paris. La ville se transforme en laboratoire d’expérimentation sociale, mettant en place des politiques ambitieuses de logement, de santé, d’éducation et de services publics pour les classes populaires. Ces réalisations, telles que les grands ensembles d’HBM et la multiplication des équipements municipaux (crèches, centres de santé, colonies de vacances), ont façonné un urbanisme militant qui visait à améliorer les conditions de vie des classes populaires.
En 1944, les Francs-tireurs et partisans (FTP) envahissent les entrepôts d'Ivry de la société Sainrapt et Brice, désignée comme un modèle de collaboration économique. En effet, sous l'occupation, l'entreprise a activement participé à la construction du mur de l'Atlantique.

### Faits divers
- Aimée Millot, la « bergère d'Ivry », dont l'assassinat en 1827, connut une postérité littéraire et politique avec Le Dernier Jour d'un condamné de Victor Hugo puis La Bergère d'Ivry de Régine Deforges[42].
- Le 25 avril 1912, au Petit-Ivry, Jules Bonnot abat Louis Jouin, sous-chef de la Sûreté qui menait une perquisition, avant de s’enfuir à nouveau[43].
- Le 11 mars 1963, Jean-Marie Bastien-Thiry est fusillé dans le fort d'Ivry[44].
- 1963, visite du cosmonaute soviétique Youri Gagarine à Ivry-sur-Seine, où il plante un arbre dans la cité qui porte son nom.
- Le 24 mars 1978, le baron Empain est libéré sur un terrain vague d'Ivry, deux mois après son enlèvement.

## Politique et administration

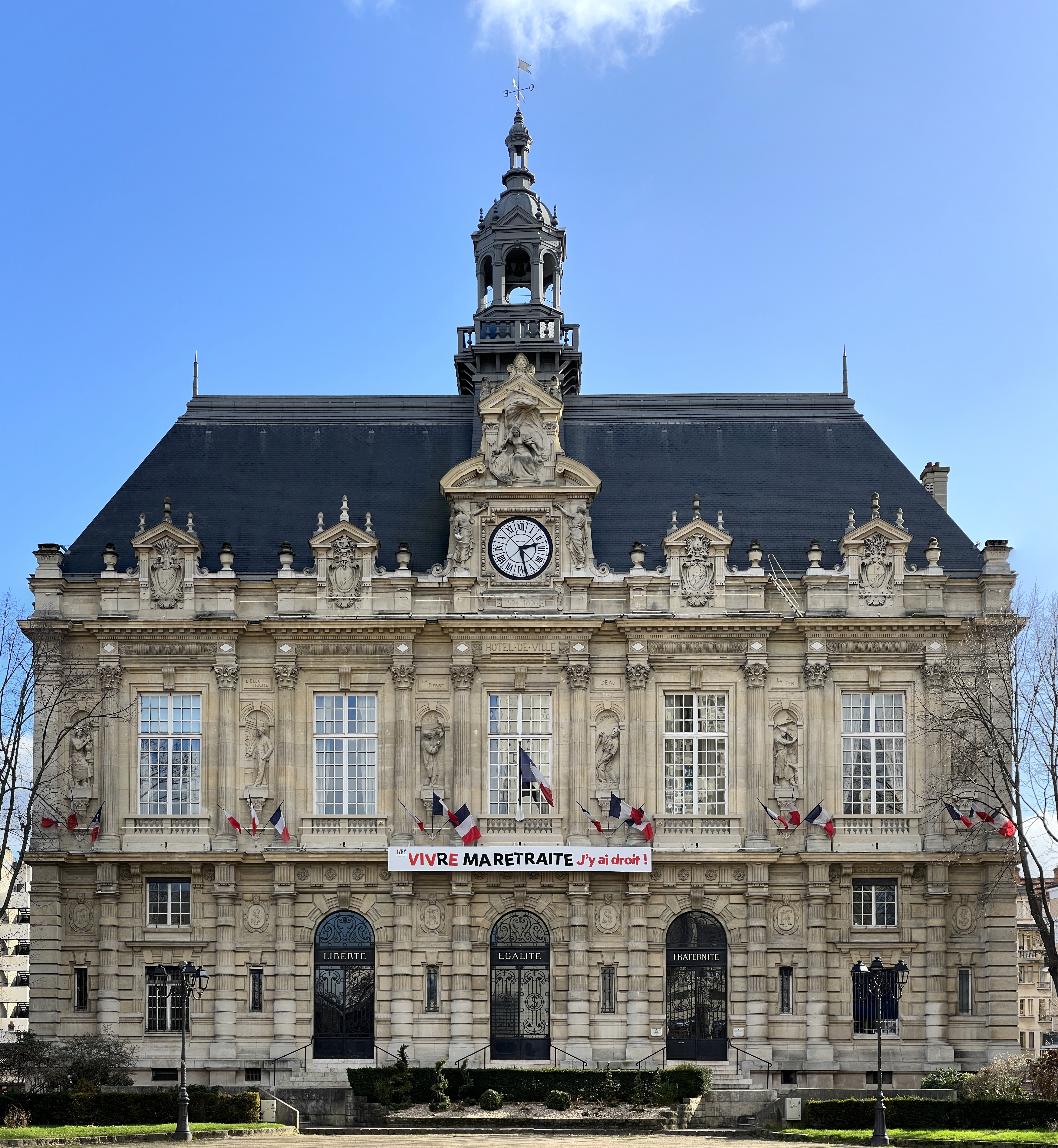
La mairie en 2023.

### Rattachements administratifs et électoraux
Antérieurement à la loi du 10 juillet 1964, la commune faisait partie du département de la Seine. La réorganisation de la région parisienne en 1964 fit que la commune appartient désormais au département du Val-de-Marne et à son arrondissement de Créteil, après un transfert administratif effectif au 1er janvier 1968.
Pour l'élection des députés, Ivry-sur-Seine fait partie de la dixième circonscription du Val-de-Marne, une des onze circonscriptions législatives françaises que compte le département.
Elle faisait partie de 1793 à 1893 du canton de Villejuif, année où elle devient le chef-lieu du canton d'Ivry-sur-Seine du département dela Seine. Lors de la mise en place du Val-de-Marne, Ivry-sur-Seine est divisée en deux cantons, le canton d'Ivry-sur-Seine-Est et le canton d'Ivry-sur-Seine-Ouest. Dans le cadre du redécoupage cantonal de 2014 en France, ces deux cantons sont supprimés et la ville devient le bureau centralisateur du canton d'Ivry-sur-Seine.

### Intercommunalité
La ville faisait partie de l'association Seine-Amont développement depuis sa création en 2001 jusqu'à sa dissolution en 2014, aux côtés des communes d'Alfortville, Vitry-sur-Seine, Choisy-le-Roi et Orly.
La ville intègre en 2013 la communauté d'agglomération Seine Amont (CASA) aux côtés des communes de Vitry-sur-Seine et de Choisy-le-Roi, cette intercommunalité regroupant ainsi plus de 170 000 habitants.
Dans le cadre de la mise en œuvre de la volonté gouvernementale de favoriser le développement du centre de l'agglomération parisienne comme pôle mondial est créée, le 1er janvier 2016, la métropole du Grand Paris (MGP), dont la commune est membre.
La loi portant nouvelle organisation territoriale de la République du 7 août 2015 prévoit également la création de nouvelles structures administratives regroupant les communes membres de la métropole, constituées d'ensembles de plus de 300 000 habitants, et dotées de nombreuses compétences, les établissements publics territoriaux (EPT).
La commune a donc également été intégrée le 1er janvier 2016 à l'établissement public territorial Grand-Orly Seine Bièvre, qui succède notamment à la communauté d'agglomération Seine Amont.

### Tendances politiques et résultats
Politiquement, Ivry-sur-Seine est un fief historique du parti communiste français. Maurice Thorez est député de la circonscription durant 32 ans, de 1932 à sa mort, et le Parti détient la mairie depuis les années 1920. En 1929, le parti fait élire sur la liste menée par Georges Marrane une femme, Marie Lefèvre, pour protester contre l'interdiction faite aux femmes de participer à la vie politique. L’élection de celle-ci sera finalement cassée par la préfecture.
La ville est d'ailleurs marquée par une stabilité politique certaine : seuls cinq maires, dont un très brièvement, se sont succédé depuis 1925, respectivement Georges Marrane de 1925 à 1940 puis de 1945 à 1965, Venise Gosnat en 1944-1945, Jacques Laloë de 1965 à 1998, Pierre Gosnat à partir de 1998, réélu en 2008 et 2014, et, depuis 2015 (à la suite de la mort de Pierre Gosnat), Philippe Bouyssou.
Lors des élections municipales de 2020 dans le Val-de-Marne, la liste menée par le maire sortant, Philippe Bouyssou (PCF) arrive en tête du premier tour avec 48,65 % des suffrages exprimés, devant celle menée par Sabrina Sebaihi (Europe Écologie-Les Verts) avec 22,1% des suffrages exprimés, Sébastien Bouillaud (Divers droite), 13,7%, celle de Rachida Kaaout (LREM) 12,22%, celle de Brenda Labat (Extrême gauche), 1,93% des suffrages exprimés et celle de Gisèle Pernin (Lutte Ouvrière) 1,37% des suffrages exprimés, lors d'un scrutin marqué par 58.92 % d'abstention.
Au deuxième tour, les listes menées par Philippe Bouyssou et Sabrina Sebahi fusionnent, ne laissant ainsi plus que trois listes en lice. La liste fusionnée arrive en tête avec 65.55% des voix dans un scrutin marqué par une très faible participation (31.28%).

### Liste des maires
Entre le Congrès de Tours de 1924 et nos jours, la ville n'a connu que cinq maires, tous communistes, si ce n'est la période de la Seconde Guerre mondiale, où une délégation spéciale a été mise en place par le gouvernement de l'époque,.
| Période          | Période                       | Identité          | Étiquette | Qualité |
| ---------------- | ----------------------------- | ----------------- | --------- | --- |
| 1944             | 1945                          | Venise Gosnat     | PCF       | Forgeron aux établissements militaires de Bourges puis concierge d’HBM à Ivry                                                                                                  |
| mai 1945         | mars 1965                     | Georges Marrane   | PCF       | Mécanicien-horloger Conseiller général d'Ivry-sur-Seine-Ouest (1925 → 1940 et 1945 → 1965) Sénateur de la Seine (1946 → 1956) Ministre (1946) Député de la Seine (1956 → 1958) |
| mars 1965        | décembre 1998                 | Jacques Laloë,    | PCF       | Ouvrier tourneur Conseiller général d'Ivry-sur-Seine-Ouest (1967 → 1973) |
| 12 décembre 1998 | 25 janvier 2015,              | Pierre Gosnat     | PCF       | Fonctionnaire Député du Val-de-Marne (2007 → 2012) Président de la CA Seine Amont (2014 → 2015) Décédé en fonction                                                             |
| 7 février 2015,  | En cours (au 11 février 2021) | Philippe Bouyssou | PCF       | Agent hospitalier Réélu pour le mandat 2020-2026, |

### Jumelages
| Ville | Ville                    | Pays | Pays        | Période         |
| ----- | ------------------------ | ---- | ----------- | --------------- |
|       | Bishop Auckland          |      | Royaume-Uni | depuis 1962     |
|       | Brandebourg-sur-la-Havel |      | Allemagne   | depuis mai 1963 |
|       | Dianguirdé               |      | Mali        | depuis 2005     |
|       | Jalazone                 |      | Palestine   | depuis 2012     |
|       | Jifna                    |      | Palestine   | depuis 2012     |
|       | La Lisa                  |      | Cuba        | depuis 1997     |
|       | Tindouf                  |      | Algérie     |                 |

## Population et société

### Démographie
L'évolution du nombre d'habitants est connue à travers les recensements de la population effectués dans la commune depuis 1793. Pour les communes de plus de 10 000 habitants les recensements ont lieu chaque année à la suite d'une enquête par sondage auprès d'un échantillon d'adresses représentant 8 % de leurs logements, contrairement aux autres communes qui ont un recensement réel tous les cinq ans,.

En 2022, la commune comptait 64 526 habitants, en évolution de +6,18 % par rapport à 2016 (Val-de-Marne : +3 %, France hors Mayotte : +2,11 %).
| 1793  | 1800  | 1806  | 1821  | 1831  | 1836  | 1841  | 1846  | 1851  |
| ----- | ----- | ----- | ----- | ----- | ----- | ----- | ----- | ----- |
| 1 400 | 1 008 | 1 200 | 1 359 | 2 875 | 3 959 | 5 172 | 6 880 | 7 671 |

| 1856   | 1861  | 1866   | 1872   | 1876   | 1881   | 1886   | 1891   | 1896   |
| ------ | ----- | ------ | ------ | ------ | ------ | ------ | ------ | ------ |
| 13 239 | 7 056 | 10 199 | 13 165 | 15 247 | 18 442 | 21 076 | 22 357 | 24 919 |

| 1901   | 1906   | 1911   | 1921   | 1926   | 1931   | 1936   | 1946   | 1954   |
| ------ | ------ | ------ | ------ | ------ | ------ | ------ | ------ | ------ |
| 28 585 | 33 198 | 38 307 | 43 963 | 46 598 | 48 929 | 44 859 | 42 445 | 47 765 |

| 1962   | 1968   | 1975   | 1982   | 1990   | 1999   | 2006   | 2011   | 2016   |
| ------ | ------ | ------ | ------ | ------ | ------ | ------ | ------ | ------ |
| 54 731 | 60 455 | 62 856 | 55 699 | 53 619 | 50 972 | 55 608 | 58 185 | 60 771 |

| 2021   | 2022   | - | - | - | - | - | - | - |
| ------ | ------ | - | - | - | - | - | - | - |
| 64 001 | 64 526 | - | - | - | - | - | - | - |

### Enseignement

#### Enseignement primaire (maternelles et primaire)
- École Henri-Barbusse
- École Albert-Einstein
- École Eugénie-Cotton
- École Joliot-Curie
- École Orme-au-Chat
- École Anton-Makarenko
- École Guy-Môquet
- École Gabriel-Péri
- École Robespierre
- École Dulcie-September
- École Jacques-Solomon
- École Maurice-Thorez
- École Paul-Langevin
- École Rosa-Parks
- École Rosalind-Franklin
- École Anne-Sylvestre

Ainsi que deux écoles privées.

#### Enseignement secondaire
- Collège Molière
- Collège Politzer
- Collège Henri-Wallon
- Collège et Lycée Romain-Rolland
- Lycée technique Fernand-Léger
- Collège Gisèle-Halimi

#### Enseignement supérieur et recherche

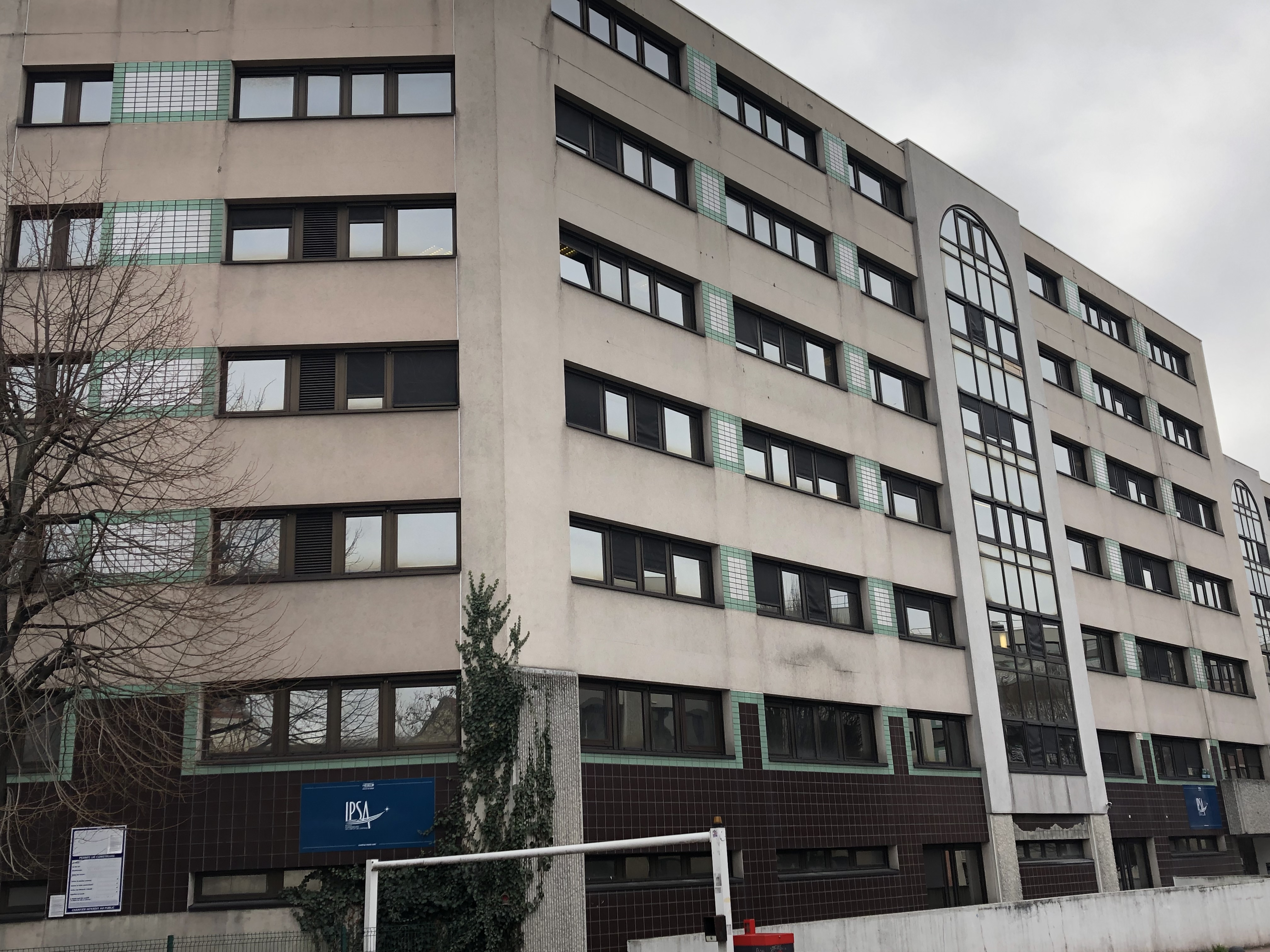
Bâtiment principal du campus d'Ivry-sur-Seine de l'école d'ingénieurs IPSA Paris.

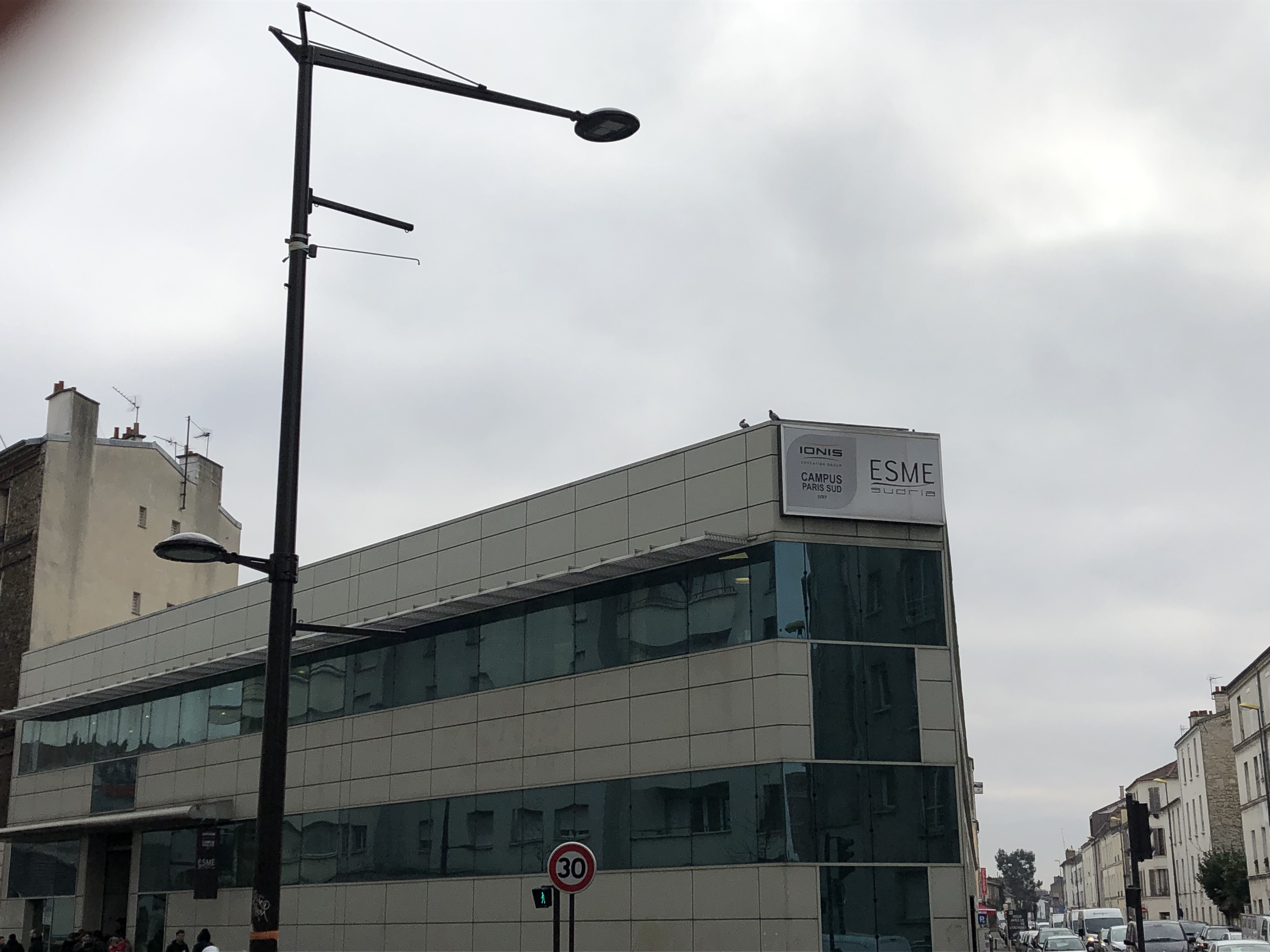
Campus d'Ivry-sur-Seine de l'école d'ingénieurs ESME Sudria, rue Molière et boulevard de Brandebourg.

Près de 15 établissements d’enseignement supérieur et de recherche sont installés sur le territoire communal. Ils dispensent des formations principalement scientifiques (aéronautique, informatique) avec plusieurs écoles d'ingénieurs, artistiques (photographie, arts graphiques) ou médicales (chiropratique).
- Laboratoire d'anthropologie urbaine du CNRS
- Un des campus de Sorbonne Université, université de sciences et de médecine avec deux sites :
  - L’Institut de la Longévité Charles-Foix[74], centre de recherche dédié au vieillissement, au sein de l'hôpital Charles-Foix ;
  - Le Raphaël, en bord de Seine dans l'ancienne usine Saint-Raphaël, qui accueille plusieurs laboratoires[75].
- École professionnelle supérieure d'arts graphiques et d'architecture de la Ville de Paris (EPSAA).
- Centre pour l'enseignement et le perfectionnement de la photographie professionnelle[73] (CE3P[76]).
- ESIEA, l’École Supérieure d'Informatique, Électronique, Automatique.
- ESME-Sudria[77], école d'ingénieurs généraliste.
- École des technologies numériques avancées[77] (ETNA[78]) ou École de l'alternance en informatique.
- IPSA, école d'ingénieurs spécialisée dans l'aéronautique et l'espace.
- IFEC, Institut franco-européen de chiropratique[79].
- Institut de formation en soins infirmiers (IFSI[80]), dans l'hôpital Charles-Foix.
- Centre d’odontologie de l’université Paris Descartes, dans l'hôpital Charles-Foix.
- IONIS school of technology and management (IONIS STM[81]).

#### Syndicats d'enseignants
L'UNSA Éducation (nom pris par la FEN en décembre 2000) a son siège à Ivry.

### Manifestations politiques et sociales
- Le Parti communiste français a tenu deux de ses congrès à Ivry :
  - le XIIIe congrès, du 3 au 6 juin 1954 ;
  - le XVe congrès, du 25 au 30 mai 1959.
- Quatre congrès de la CGT se sont tenus à Ivry : les 31e (1957), 32e (1959), 33e (1961) et 35e (1965).
- Le Mouvement Jeunes communistes de France (MJCF), organisation politique de jeunesse proche du Parti communiste français, a tenu cinq de ses congrès à Ivry, le premier en 1934, le dernier en 2006.
- Conjointement avec Paris, Saint-Denis et Bobigny, Ivry a accueilli le 2e forum social européen qui s'est tenu du 12 au 15 novembre 2003.

### Manifestations culturelles et festivités
Tous les ans depuis septembre 1993, les ateliers d'artistes d'Ivry ouvrent leurs portes pour trois jours de manifestations : expositions, concerts, démonstrations, visites guidées… En 2014, ils participent à la Nuit blanche, en association avec Paris.

### Santé
Ivry dispose de l'hôpital Charles-Foix, qui appartient au secteur public hospitalier (AP-HP), et qui est spécialisé en gériatrie.
Un centre de santé municipal, créé au conseil municipal de 1899, est aujourd'hui un lieu important de soins ambulatoires. Des travaux d'extension sont en cours en 2018.

### Médias
La commune d'Ivry-sur-Seine édite un journal mensuel (11 numéros par an), Ivry ma ville.
Depuis 2006 la commune a été récompensée chaque année par le label « Ville Internet @@@@@ ».

### Sports

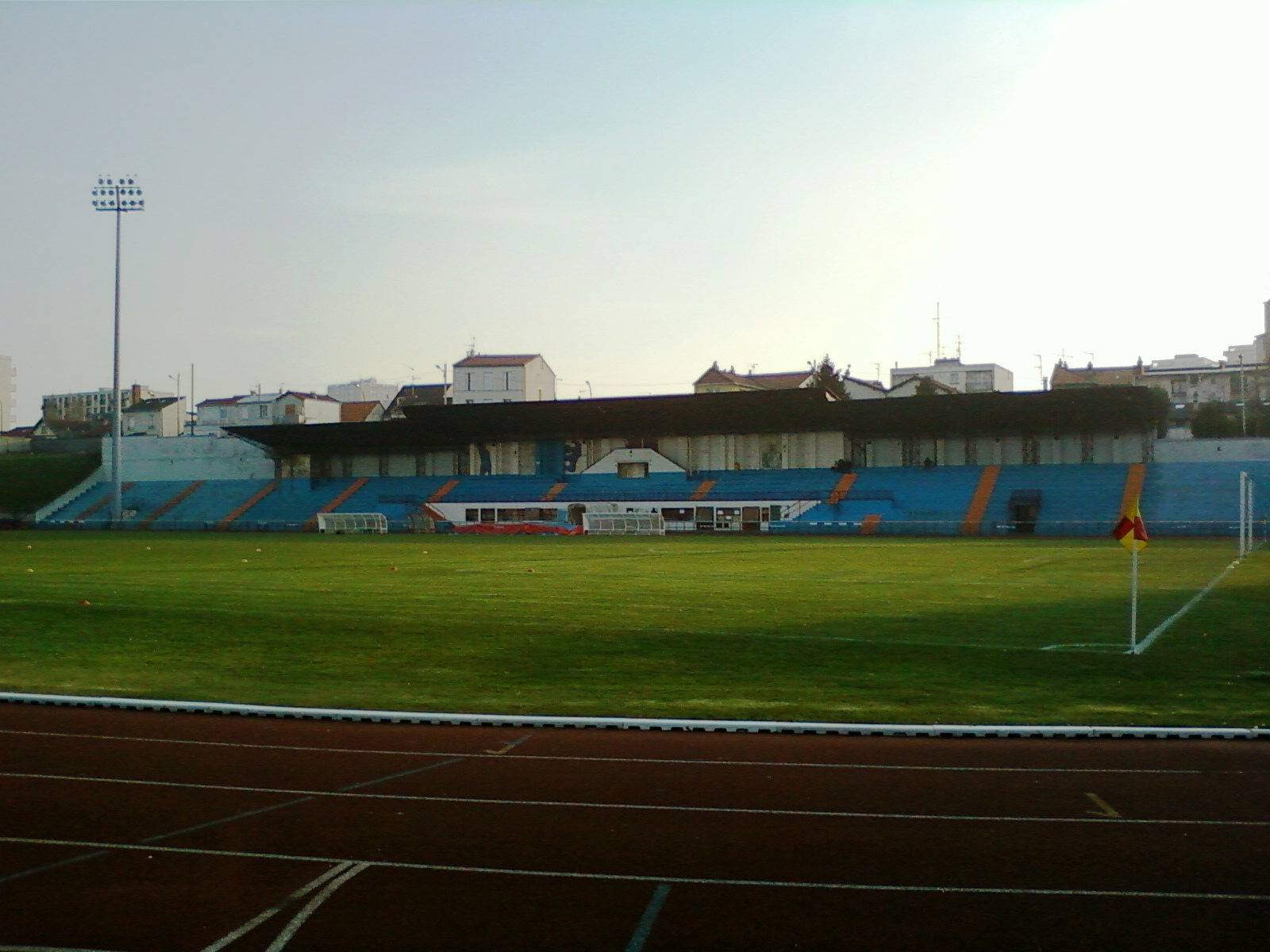
Le stade Clerville où évolue l'US Ivry football à domicile.

Le sport vedette à Ivry est le handball. L'US Ivry handball, fondé en 1947, évolue en championnat de France de 1re division. Les « rouges et noirs » furent[réf. nécessaire] huit fois champions de France chez les hommes et neuf fois chez les femmes. C'est la section la plus célèbre des trente-six qui composent l'US Ivry omnisports.
L'équipe de football de l'US Ivry évolue, quant à elle, en National 3.

### Cultes

#### Lieux de cultes

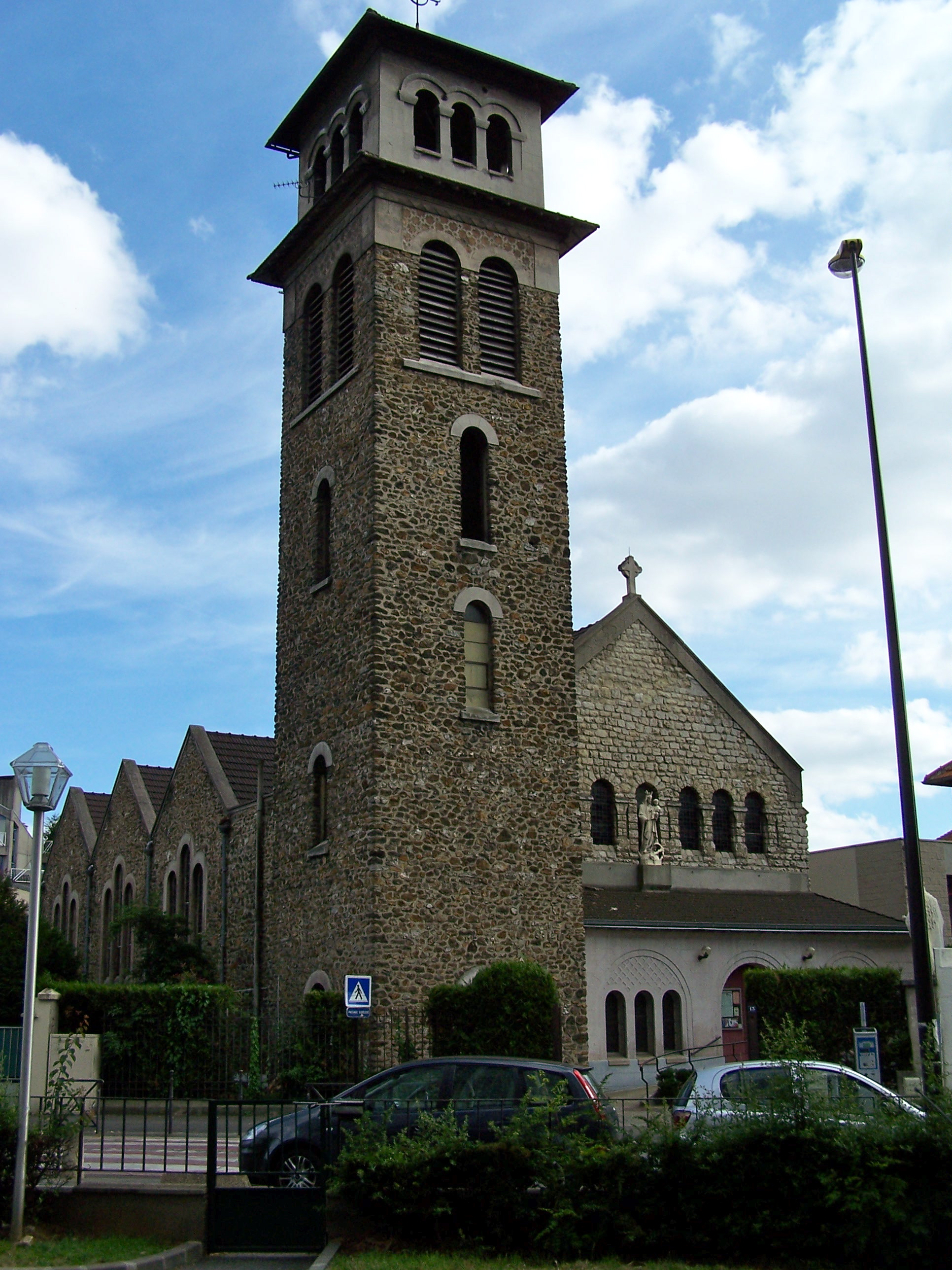
Église Notre-Dame-de-l'Espérance, près de la porte d'Ivry.

Ivry dispose de plusieurs lieux de cultes catholiques, adventiste, évangélique, israélite et musulman.
Le doyenné d'Ivry-sur-Seine, rattaché au diocèse de Créteil, regroupe quatre paroisses (Saint-Pierre-Saint-Paul, Sainte-Croix d'Ivry-Port, Saint-Jean-Baptiste-du-Plateau et Notre-Dame-de-l'Espérance). À ces quatre églises s'ajoute la chapelle Notre-Dame de l'Annonciation de l'hôpital Charles-Foix.
Une église adventiste du septième jour regroupant la communauté adventiste serbo-croate est située rue Christophe-Colomb.
Une synagogue est située avenue Danielle-Casanova, ainsi qu’un Centre d’accueil universel de l’Église évangélique.
Une salle de prière pour le culte musulman est implantée rue Jean-Jacques-Rousseau.

#### Cimetières
Sur le territoire de la commune d'Ivry se trouvent deux cimetières communaux : le cimetière ancien, rue Bernard-Palissy (derrière l’église Saint-Pierre-Saint-Paul) et le cimetière nouveau, rue Gaston-Monmousseau — ainsi que le cimetière parisien d'Ivry (géré par la ville de Paris), avenue de Verdun.

## Économie

### Revenus de la population et fiscalité
En 2011, le revenu fiscal médian par ménage était de 26 227 €, ce qui plaçait Ivry-sur-Seine au 22 731e rang parmi les 31 886 communes de plus de 49 ménages en métropole.
En 2009, 52,3 % des foyers fiscaux étaient imposables.

### Emploi
En 2009, la population âgée de 15 à 64 ans s'élevait à 39 629 personnes, parmi lesquelles on comptait 73,8 % d'actifs dont 62,7 % ayant un emploi et 11,1 % de chômeurs.
On comptait 34 270 emplois dans la zone d'emploi, contre 25 895 en 1999. Le nombre d'actifs ayant un emploi résidant dans la zone d'emploi étant de 25 099, l'indicateur de concentration d'emploi est de 136,5 %, ce qui signifie que la zone d'emploi offre 1,4 emploi par habitant actif.

### Entreprises et commerces
Au 31 décembre 2010, Ivry-sur-Seine comptait 4 632 établissements : 2 dans l’agriculture-sylviculture-pêche, 227 dans l'industrie, 493 dans la construction, 3 496 dans le commerce-transports-services divers et 414 relatifs au secteur administratif.
En 2011, 613 entreprises ont été créées à Ivry-sur-Seine, dont 334 par des autoentrepreneurs.
Après avoir connu une désindustrialisation importante dans les années 1980-1990, la ville voit un retour de l'emploi grâce, notamment, à l'implantation sur son territoire des sièges sociaux d'entreprises de distribution (E.Leclerc, Fnac).

#### Commerce

##### Histoire
De 1926 à 2012, dans le quartier Ivry-port, ont été implantés les entrepôts du BHV, situés boulevard National (actuel boulevard Paul-Vaillant-Couturier).

##### Aujourd'hui
En bord de Seine sont installés le centre commercial Quais d'Ivry, le siège de la centrale d'achat du groupe E.Leclerc, un magasin Truffaut et un magasin Leroy Merlin, ainsi qu'un multiplexe Pathé. Quai Marcel-Boyer se trouve le siège social de la Fnac.

###### Quais d'Ivry
Ouvert en février 1982, le centre commercial fut totalement rénové au milieu des années 1990 mais souffrait toujours de la trop forte concurrence de Créteil Soleil et de Bercy 2. Aussi a-t-il subi une nouvelle rénovation qui s'est achevée en mars 2008. Rebaptisé Quais d'Ivry, le centre s'articule autour de l'hypermarché Carrefour, qui occupe 15 222 m2, ainsi que d'environ 80 enseignes installées sur 60 000 m2.
Depuis la fin des années 2010, beaucoup d'enseignes ont fermé, soit pour s'installer dans le 13e arrondissement de Paris (Darty), soit faute de clientèle en nombre suffisant.

#### Industrie et services

##### Histoire
L'industrialisation du territoire d'Ivry débute en 1835.

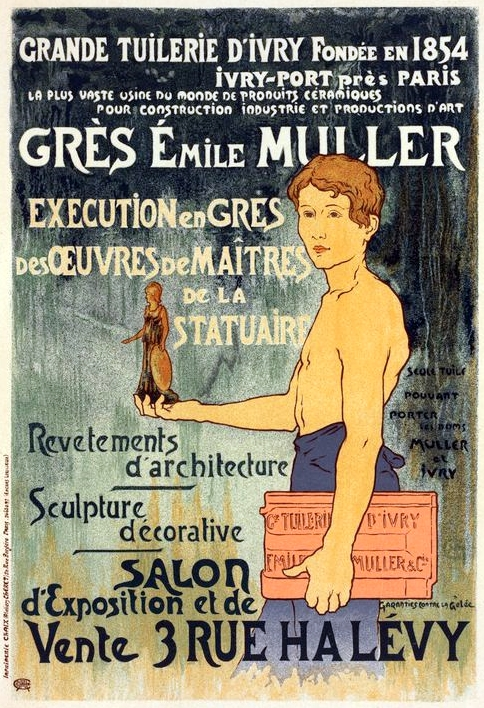
Affiche d'Alexandre Charpentier sur les productions de la manufacture Émile Muller et Compagnie (1897).
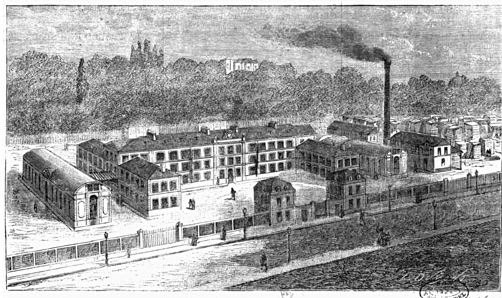
La manufacture Alexandre Père et Fils, rue du Parc, actuelle rue Gabriel-Péri.

- En 1854, Émile Muller, ingénieur, crée la Grande Tuilerie d’Ivry (également appelée établissements Muller ou manufacture Émile Muller et Compagnie). La fabrique, spécialisée dans les produits céramiques pour la construction et l'industrie, produit des céramiques ornementales pour les façades d'immeubles[94]. En 1889, elle participe à la décoration des Grands Palais de l’Exposition universelle. L’entreprise fait faillite en 1908[95].
- En 1859, la manufacture Alexandre Père et Fils fait construire une usine de 20 000 m2 sur les terrains du parc de l’ancien château d’Ivry, rachetés par le facteur d'harmoniums. L’usine est rachetée en 1897-1898 par la chocolaterie Vinay. Elle est détruite en 1977 pour laisser place à des ensembles d’immeubles[96].
- Les établissements Poulenc frères, à l'origine de la société Rhône-Poulenc, installe, au début du XXe siècle son service de recherches pharmaceutiques et son laboratoire à Ivry.
- En 1904, la RBF, première usine française de roulements à billes, s'implante au 39, rue Franklin (actuelle rue Maurice-Gunsbourg[97]). Quelques années plus tard, elle est reprise par la société suédoise SKF (Svenska Kullager Fabriken). L'entreprise, qui compte 3 000 ouvriers en 1927, se mobilise lors du Front populaire et des grèves de mai-juin 1936. Au début des années 1960, l'usine emploie encore près de 2 000 ouvriers. En 1983, l'effectif n'est plus que de 600 salariés et le groupe annonce sa volonté de fermer le site. Après un long et dur conflit social (30 mois) marqué, notamment, par l'occupation de l'usine, l'établissement d'Ivry arrête définitivement son activité en 1985[98]. À partir de 1989 et jusqu'en 2015[99], le site est occupé par l'imprimerie du Monde (voir ci-dessous).
- En 1916, Georges Evrard, confiseur parisien dépositaire de la marque « Au Pierrot Gourmand », acquiert à Ivry des terrains appartenant à la Compagnie des Omnibus à chevaux, au 72, rue de Paris (aujourd'hui avenue Maurice-Thorez). Il y installe son usine qui fabriquera les sucettes qu'il invente en 1924. Pierrot Gourmand emploiera jusqu’à 250 personnes en 1950. La société dépose le bilan en 1976 et la marque est rachetée par le groupe Andros[100].
- Ateliers du constructeur automobile Brasier.
- Brasseries Richard Frères, grands industriels parisiens ayant implanté leurs usines à Ivry. Une de leurs marques était Bière du Lion. Les usines n’existent plus aujourd’hui, rachetées en 1956 par la brasserie Dumesnil puis par Kronenbourg dans les années 1950–1960.
- Usine de fabrication des apéritifs Saint-Raphaël, aujourd'hui transformée en bâtiment universitaire de l'UPMC.
- Rohen, fabricant français d'agrandisseurs créé dans les années 1950 et établi à Ivry ; son activité cesse en janvier 2013.
- À partir des années 1990, plusieurs usines, de la manufacture des œillets, rue Raspail à l'usine Yoplait, rue Molière, en passant par les usines Schneider, rue Molière également, et la graineterie de la rue Élisabeth parmi beaucoup d'autres ont été reconverties en ateliers d'artistes ; d'autres, telle l'ancienne imprimerie du Monde sont entièrement démantelée, hormis la structure principale, pour être transformées en logements ou en locaux d'activité[101].

##### Aujourd'hui

###### Déchets et environnement

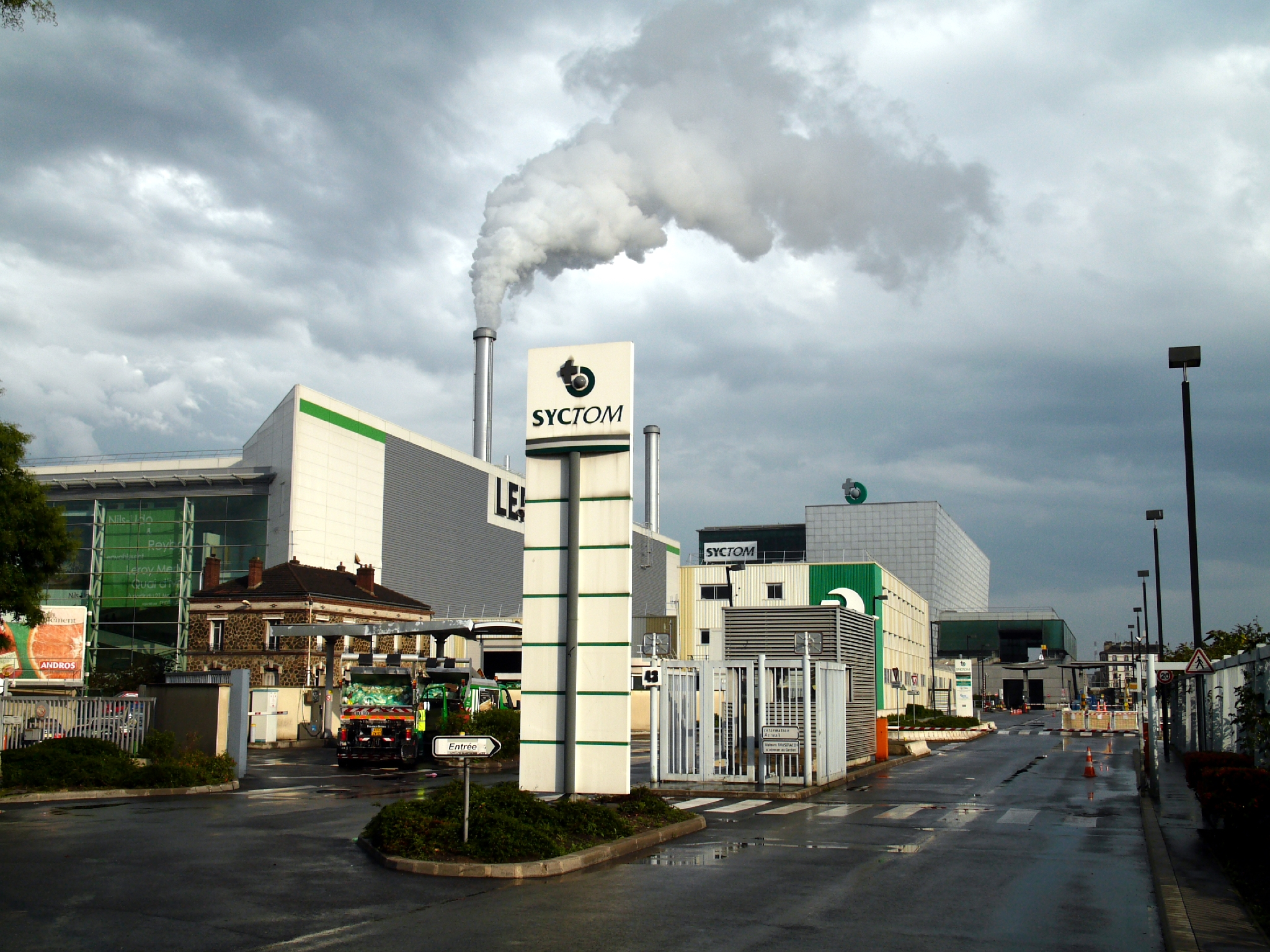
L’usine d'incinération du Syctom à Ivry.

- Usine de traitement des eaux, pour la SAGEP (aujourd'hui société Eau de Paris), dessinée par l'architecte Dominique Perrault en 1987-1993.
- L'usine d'incinération exploitée avec le Syctom. En 2017, il s'agit de l'une des trois UVED de la région parisienne avec Isséane et Saint-Ouen. L'entreprise chauffe à la vapeur plus de 100 000 logements (1,5 million d'habitants) et revend 8 gigawatts-heures à EDF[102]. Il s’agit du plus grand incinérateur d’Europe avec une capacité de traitement de 730 000 tonnes d'ordures par an. Le projet de reconstruction sera limité à 350 000 tonnes, pour un coût de 2 milliards d'euros avec l'usine de valorisation énergétique (UVE) qui lui est associée[103].

###### Édition, impression
- L'imprimerie[104] du journal Le Monde, est, de 1989 à 2015[99], installée sur l'ancien site de l'usine SKF. L'ancien bâtiment porte-enseigne de l'usine de roulements à billes est réhabilité pour accueillir certains services administratifs du quotidien[98].
- Siège administratif d'Interforum, filiale de distribution du groupe d'édition Editis (les entrepôts de stockage sont notamment situés à Malesherbes).
- Livre Service Hachette (LSH), comptoir de vente aux professionnels du groupe Hachette Livre.
- Comptoir Dilisco Île-de-France, filiale de diffusion et distribution du groupe Albin Michel.
- Les éditions de l'Atelier (anciennement Éditions ouvrières), éditrices notamment du « Maitron ».
- Les éditions Leconte, qui publient des plans routiers, des guides de villes et des cartes postales, ont leur siège à Ivry depuis 1980[105].

###### Autres entreprises
- Addix, filiale de la société Axon, constructeur de composants électroniques, notamment de câbles et de connecteurs.
- BlueLink, filiale d'Air France spécialisée dans la gestion de la relation client à distance.
- MGI Digital Graphic Technology, entreprise française, fondée en 1982.
- Mediamobile, opérateur de services d’information trafic en temps réel, filiale du groupe TDF.
- GEOS, société de services en intelligence économique.
- Telelangue, société de services qui dispense des formations linguistiques à distance.
- Maison de chapeaux Hélène de Saint Lager.
- Centre de fabrication des boulangeries Kayser, rue Mirabeau (production de viennoiseries, pâtisseries et plats traiteurs) pour les 19 boulangeries parisiennes[106].

#### Ministère des Finances
Depuis septembre 2012, le ministère de l’Économie, des Finances, du Budget et du Redressement productif occupe plusieurs immeubles au 27, rue Barbès. À terme, ce sont 1 200 agents qui occuperont le site ivryen du ministère. La moitié de cet effectif travaille sur les questions d’industrie et de compétitivité, l’autre sur des activités douanières.

#### Économie sociale et solidaire
- France Volontaires

## Culture locale et patrimoine

### Monuments, lieux touristiques et espaces verts
- Église Saint-Pierre-Saint-Paul, monument historique (1929[109]), dans laquelle est installé un orgue symphonique Stolz de 1863[110].
- Église Saint-Jean-Baptiste du Plateau, construite grâce à un don d'Antoinette Richard, propriétaire de la brasserie Richard, par l'architecte Charles Venner, et inaugurée en 1936[111].
- Le moulin de la Tour, près de la porte d'Ivry, classé en 1979 aux monuments historiques[112].
- L'hôpital Charles-Foix, monument historique (1997), avec sa chapelle Notre-Dame-de-l'Annonciation.
- Le fort d'Ivry, construit de 1841 à 1846 à la périphérie duquel se trouvent des jardins familiaux.
- La Manufacture des œillets, monument historique (1996).
- Peintures murales du peintre Georges Delplanque dans le groupe scolaire Henri-Barbusse[113].
- Le groupe scolaire Paul-Langevin conçu par l'architecte André Lurçat entre 1957 et 1962[114].
- Quatre peintures murales de Fernand Léger illustrant le poème de Paul Éluard Liberté sont installées dans la salle des fêtes de l’hôtel de ville depuis 1983[115].
- Les anciens logements d'Électricité de France, 42 boulevard du Colonel-Fabien[116]. Conçus par Pierre Riboulet et l'Atelier de Montrouge dans les années 1960 comme des maisons superposées suivant un principe de rotation, ils sont aujourd’hui appelés « Terrasses de l’Atelier ». Récemment rénovés, ils sont inscrits à l'inventaire supplémentaire des monuments historiques (2003).
- Dans le centre-ville, les immeubles d'habitation, avec le centre commercial Jeanne-Hachette, conçus par Jean Renaudie et Renée Gailhoustet.
- L'atelier du Livre d'art et de l'Estampe de l'Imprimerie nationale, établi à Ivry depuis 2005[117].
- La cave-carrière Delacroix, découverte en 1983[118], a été déclarée « carrière d’intérêt archéologique ». Elle est située avenue du Général-Leclerc[6].
- L'ancien cimetière communal d'Ivry[119], où est enterré, notamment, le physicien Sadi Carnot.
- Les réserves du Fonds municipal d'art contemporain de la Ville de Paris[120], dans lesquelles sont conservées 22 700 œuvres[121].
- L'« arbre de la liberté », un chêne vert planté en 1789, considéré comme « arbre remarquable », place Émile-Guenet[122], devant la Manufacture des œillets.
- Le parc des Cormailles, conçu par Henri Bava, Michel Hoessler, Olivier Philippe (Agence Ter, maître d’œuvre), a reçu le prix du paysage 2007[123].
- Le cimetière parisien d'Ivry, un des cimetières parisiens extra muros[124], est l'un des plus grands espaces verts d'Ivry avec quelque 1 800 arbres[125].
- L'ancienne usine élévatoire d'Ivry (Établissement élévateur des eaux de la Ville de Paris), quai Henri-Pourchasse[126].

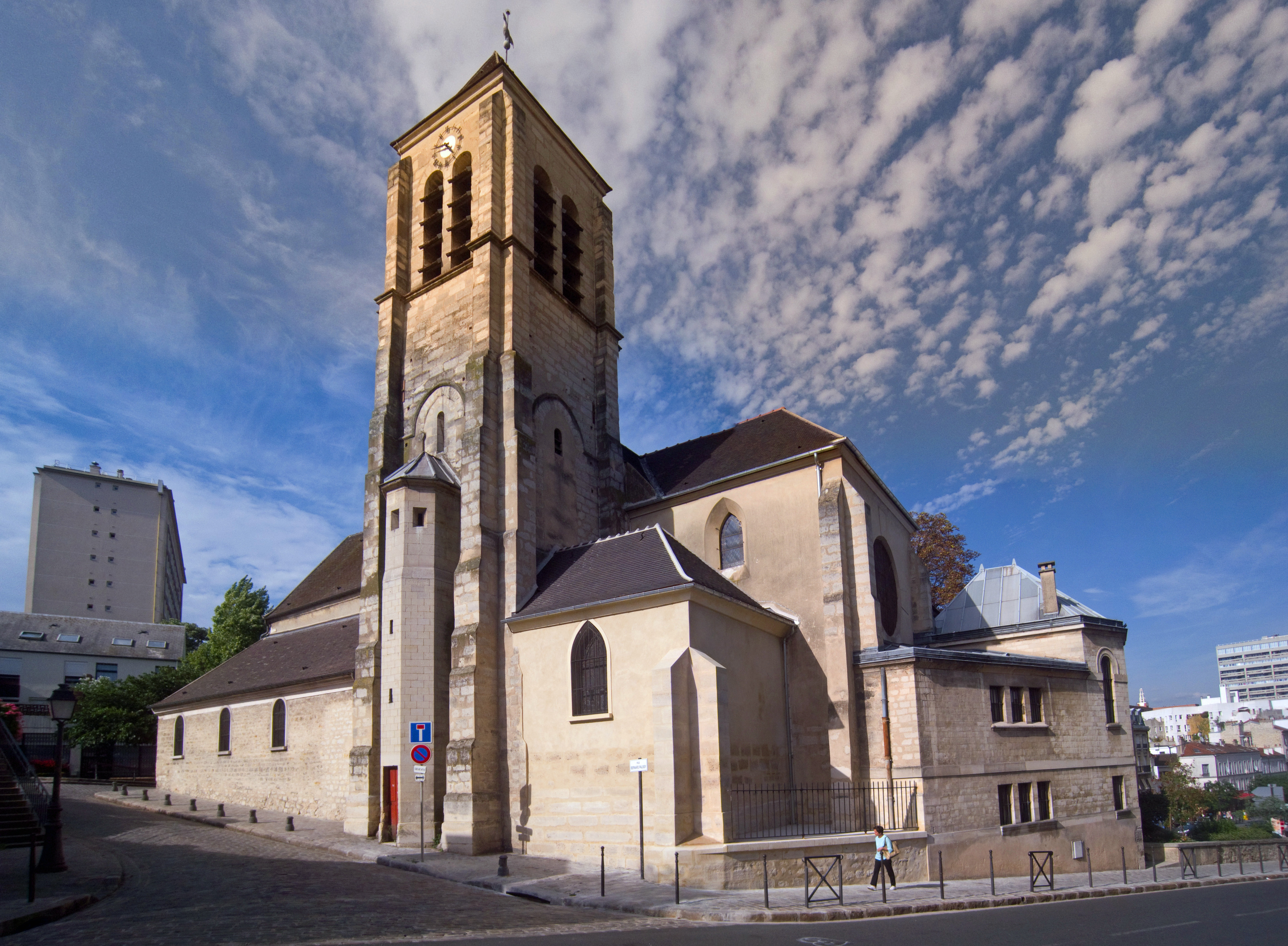
L'église Saint-Pierre-Saint-Paul.
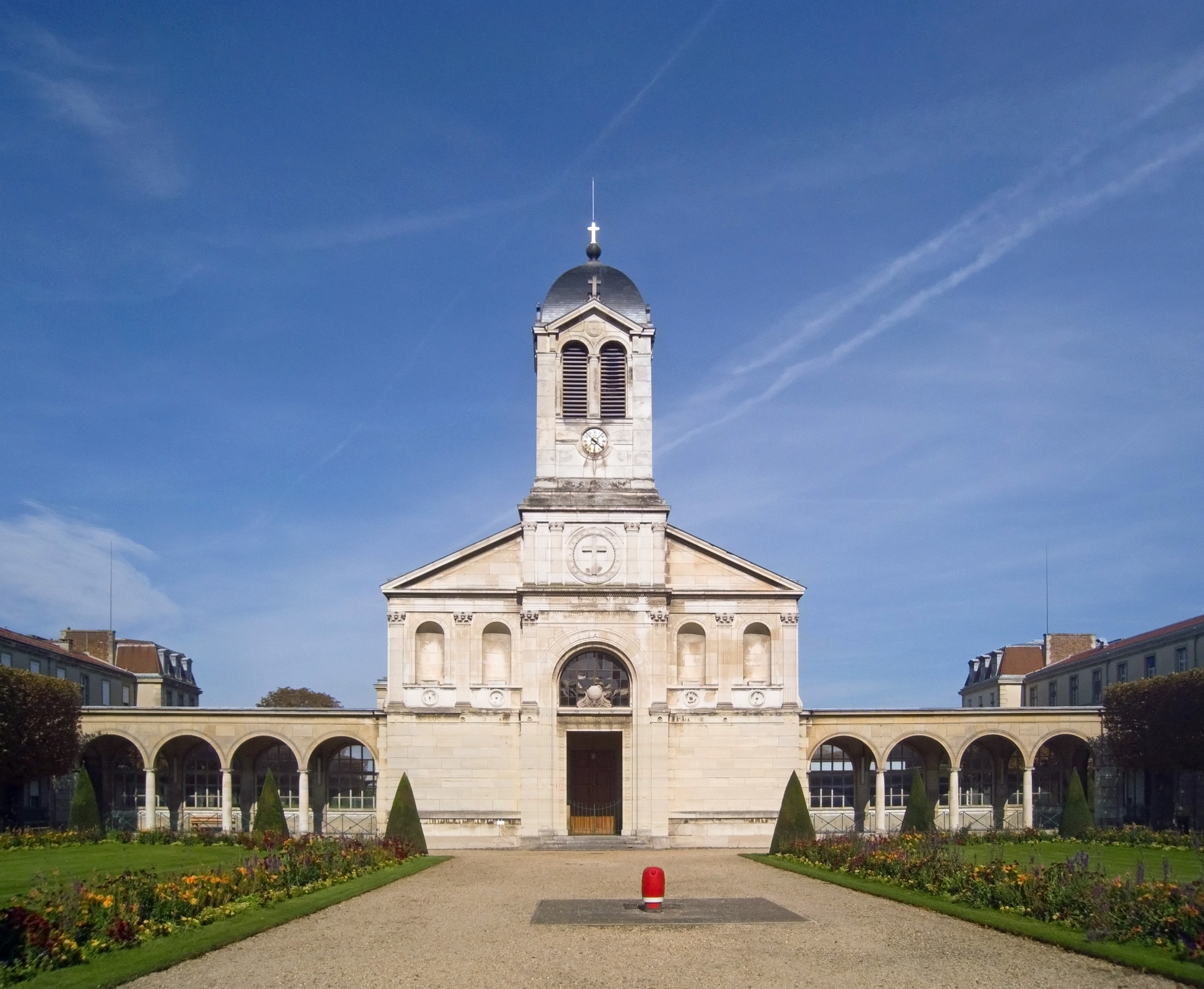
Chapelle de l'hôpital Charles-Foix.
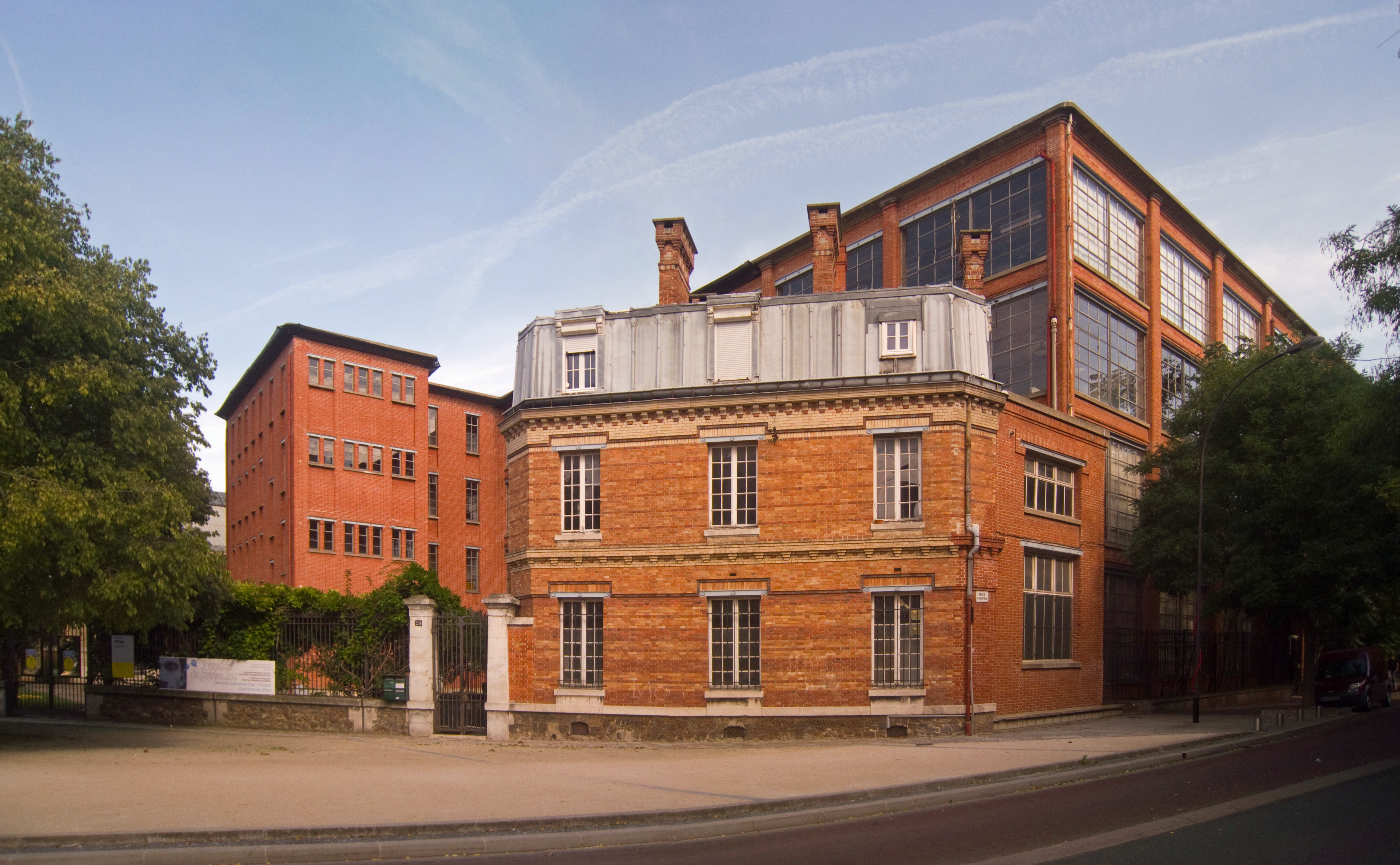
La Manufacture des œillets.
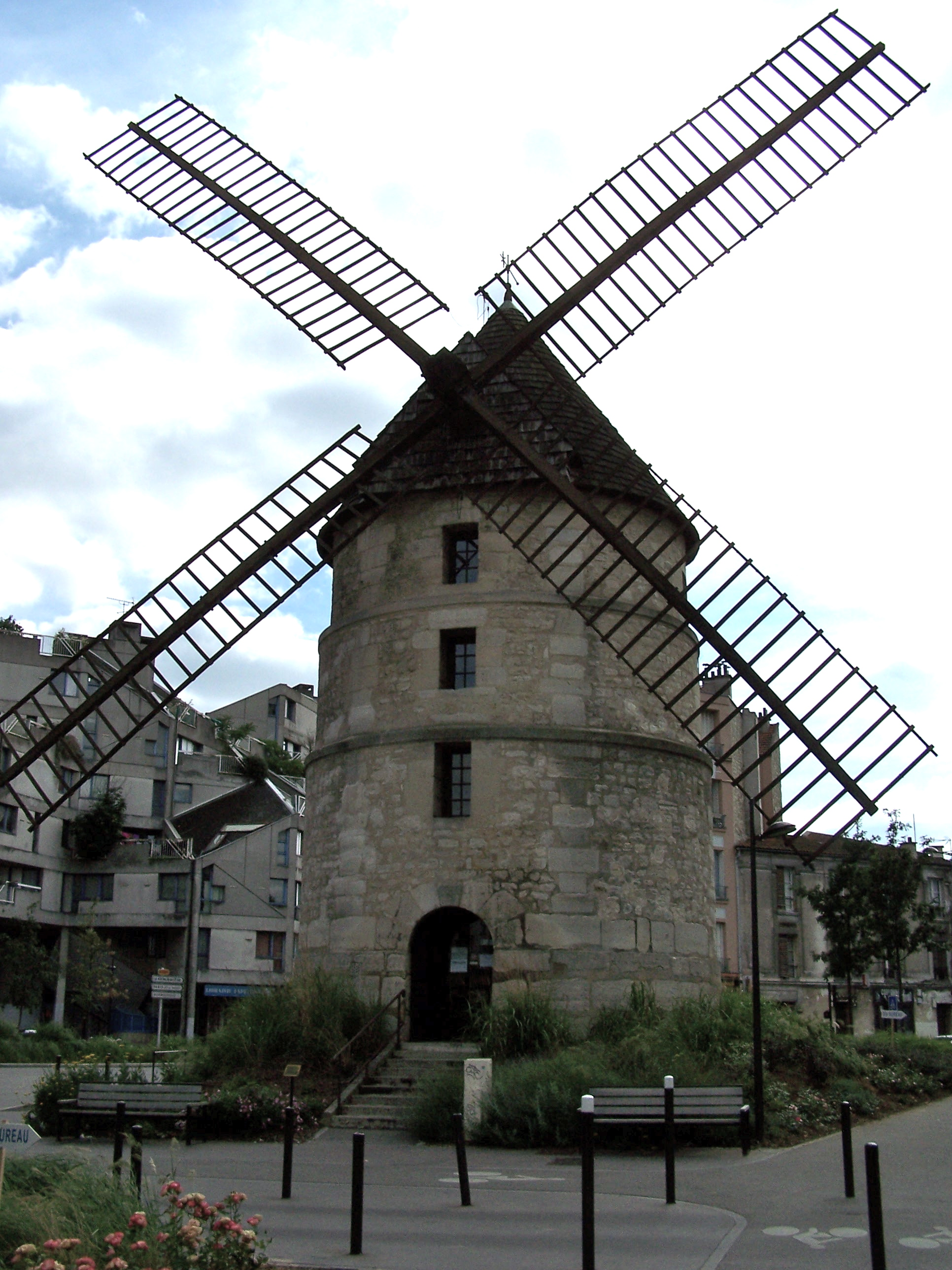
Le moulin de la Tour.
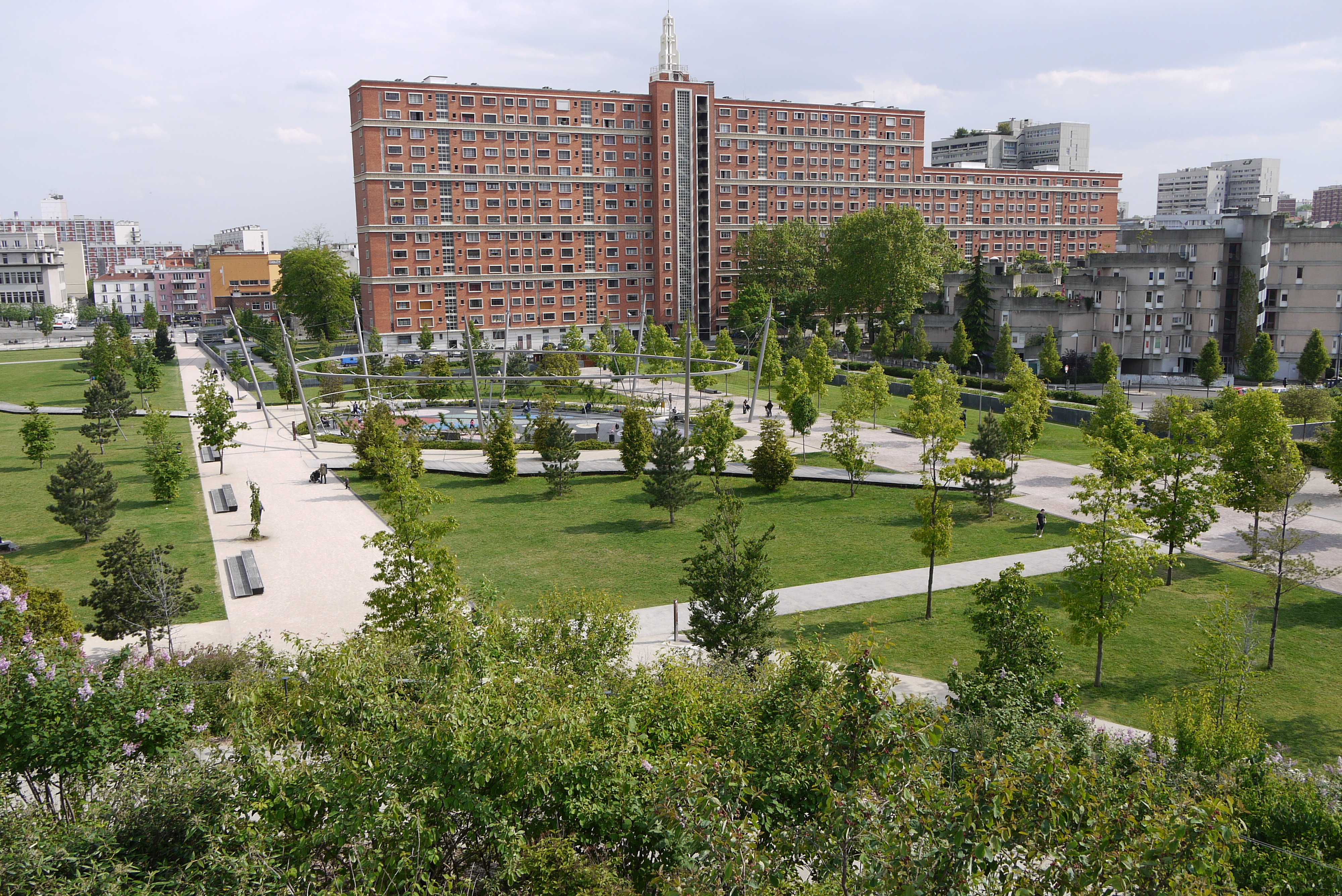
Le parc départemental des Cormailles.

### Équipements culturels

#### Lecture publique
- La médiathèque du centre-ville.
- La médiathèque du plateau Monmousseau.

#### Cinéma
- L'Établissement de communication et de production audiovisuelle de la Défense (ECPAD), installé dans le fort d'Ivry.
- Le Luxy[127], cinéma municipal associatif.
- Multiplexe Pathé sur les quais de Seine.

#### Théâtre
- Le théâtre d’Ivry Antoine Vitez[128],[129].
- Le théâtre des Quartiers d'Ivry (centre dramatique national), fondé en 1972 par Antoine Vitez[130].
- Le théâtre Aleph[131], fondé par Oscar Castro.
- Le théâtre El Duende.

#### Musiques
- Le Hangar, inauguré le 10 novembre 2007, salle de concert consacrée aux musiques urbaines ; le Hangar englobe le Tremplin, salle ouverte en 1988, et dédiée aux nouvelles formes musicales.
- La salle Saint-Just héberge les concerts de diverses associations, dont ceux, une fois par mois, de Jazz'Ivry[132].
- Les Amis des orgues d'Ivry, association créée en 2011, vise à mettre en valeur les cinq orgues installés dans les églises de la ville[110].

#### Arts plastiques
- La galerie Fernand Léger, galerie municipale dont les missions sont, notamment, la programmation d'expositions et la formation artistique dans le cadre d'ateliers[133].
- Le Crédac, centre d'art contemporain, installé à la Manufacture des œillets.
- Le Hublot, « Une fenêtre d'art ouverte sur la ville… » (à l'origine, Le Hublot s'appelait La fenêtre-expo), un des plus petits lieux d'exposition de France qui, chaque semaine depuis quinze ans, permet à un artiste de présenter une œuvre[134].
- Plusieurs dizaines d'œuvres d'art sont intégrées à l'espace urbain d'Ivry-sur-Seine.
- Chaque année, le troisième week-end de septembre, différentes associations[135] ivryiennes d'artistes organisent des journées « portes ouvertes » des ateliers au public ainsi que des expositions dans les salles municipales (Espace Robespierre).

### Personnalités liées à la commune
- Affiche rouge : Celestino Alfonso, Roger Rouxel, Wolf Wajsbrot et Robert Witchitz, résistants du groupe Manouchian vécurent à Ivry-sur-Seine.
- Antonin Artaud (1896-1948), écrivain français, mort à Ivry-sur-Seine le 4 mars 1948.
- Abdallah Benanteur (1931-2017), peintre et graveur algérien né à Mostaganem et mort à Ivry-sur-Seine après y avoir vécu et travaillé à partir des années 1960.
- François Cahen, dit « Faton Cahen », (1944-2011), pianiste français de jazz.
- Sadi Carnot (1796-1832), enterré dans l'ancien cimetière communal d'Ivry[119].
- Les Cinq Martyrs du lycée Buffon, cinq lycéens résistants fusillés par les nazis le 8 février 1943, ont été mis dans une fosse commune du cimetière parisien d'Ivry[136].
- Madeleine Delbrêl (1904-1964), mystique chrétienne française, assistante sociale, essayiste et poétesse.
- Jean Ferrat (1930-2010), chanteur. Une place, inaugurée en juin 2011, honore sa mémoire dans la ville[137].
- Charles Foix (1882-1927), médecin neurologue qui fut chef de service à l'hospice d'Ivry.
- Georges Gosnat (1914-1982), député communiste de la circonscription d'Ivry-Vitry de 1964 à 1982, a vécu à Ivry-sur-Seine jusqu'à son décès.
- Pierre Gosnat (1948-2015), fils de Georges Gosnat et de Denise Bastide, député (2007-2012) de la 10e circonscription du Val-de-Marne, et maire d'Ivry-sur-Seine (du 1er décembre 1998 à sa mort en fonction, le 25 janvier 2015).
- Les membres du groupe du musée de l'Homme[138], résistants, fusillés le 23 février 1942 au fort du Mont-Valérien et enterrés au cimetière d’Ivry.
- Irène et Frédéric Joliot-Curie, physiciens et chimistes français, dont l'un des laboratoires, l'Éclateur, se trouvait à Ivry[139].
- Jean Langlois (?-1493), prêtre qui niant la présence réelle, est brûlé à Paris pour avoir piétiné des hosties à Notre-Dame de Paris[140].
- Allain Leprest (1954-2011), auteur et chanteur français, a vécu et est inhumé à Ivry.
- Artur et Lise London, militants et résistants communistes[141].
- Georges Perec (1936-1982), écrivain français, mort à l'hôpital Charles-Foix le 3 mars 1982.
- Daniel Piret (1933-2020), écrivain français, auteur de romans de science-fiction et d'anticipation, commerçant à Ivry dans les années 1960.
- Jean Renaudie et Renée Gailhoustet, principaux architectes de la rénovation du centre-ville d'Ivry.
- Ernst Scholz (1913-1986), résistant et homme politique allemand, citoyen d'honneur de la ville d'Ivry en 1974[142].
- Maurice Thorez (1900-1964), député communiste d'Ivry-sur-Seine puis de la circonscription de la Seine de 1932 à sa mort en 1964.
- Yvette Trachtenberg, résistante, reconnue Juste parmi les nations pour avoir, pendant les persécutions nazies de la Seconde Guerre mondiale, caché des enfants juifs pour les sauver de la déportation. Un square des Justes parmi les nations a été inauguré en 2021 pour rappeler sa mémoire[143].
- Antoine Vitez (1930-1990), metteur en scène de théâtre qui fonde, en 1972, le Théâtre des Quartiers d'Ivry.
- Christian Guemy (né en 1973), alias C215, artiste peintre, vit et travaille à Ivry-sur-Seine.

### Ivry vu par les artistes

#### Chanson liée à la commune
- Les loups sont entrés dans Paris est une chanson française écrite par Albert Vidalie, sur une musique de Louis Bessières, interprétée par Serge Reggiani. Les paroles citent quatre fois le nom d'Ivry, en précisant les lieux d'entrée des premiers loups dans la capitale, « l'un par Issy, l'autre par Ivry », suivis plus tard par cent autres congénères, «  soit par Issy, soit par Ivry », ces points de passage étant également empruntés par les bêtes en quittant la ville.

#### Photographie
- En 1975, Martine Franck effectue un reportage à l'hospice d'Ivry[144].

#### Films tournés à Ivry
- En 1955, Gilles Grangier tourne quai Auguste-Deshaies une très courte scène du film Gas-Oil, avec Jean Gabin et Jeanne Moreau.
- En 1959, Parfois le dimanche, court métrage réalisé par Ado Kyrou et Raoul Sangla.
- En 1998, Jeanne et le Garçon formidable, avec Virginie Ledoyen dont le personnage travaille chez Jet Tours (les bureaux ont déménagé mais ils se situaient près de la Manufacture des œillets) ; plusieurs scène sont tournées place Voltaire.
- En 2014, le centre-ville (centre Jeanne-Hachette) est transformé pour recréer une partie de Panem, la ville du film Hunger Games : La Révolte, partie 2.
- En 2015, Nous trois ou rien, avec Kheiron et Leïla Bekhti[145].
- En 2016, Claire Simon tourne Premières solitudes (sorti en 2018[146]) avec des élèves d'une classe de 1re section cinéma du lycée Romain-Rolland.
- En 2018, Jean-Gabriel Périot réalise, au lycée Romain-Rolland, avec les élèves de la classe de 1re (option cinéma), le documentaire Nos défaites sorti en 2019[147].
- En 2019, Nathan Nicholovitch réalise, au lycée Romain-Rolland, avec les élèves de 1re (option cinéma), le film Les Graines que l'on sème sorti en 2022.
- En août 2019, Fanny Liatard et Jérémy Trouilh tournent, dans la cité Gagarine d'Ivry en voie de démolition, le film Gagarine (sorti en 2021), avec Lyna Khoudri.
- 2024 : sortie du documentaire Apprendre de Claire Simon tourné avec les élèves de l'école Anton Makarenko[148].

### Héraldique
|  | Les armes d'Ivry-sur-Seine se blasonnent ainsi : De gueules à la rivière d'argent posée en fasce et accompagnée de trois ancres d'or, au chef cousu d'azur chargé de trois roues d'engrenage aussi d'or. |